# Cuore umano
Il cuore è un organo muscolare cavo presente nella maggior parte degli organismi animali. Negli esseri umani è posto al centro della cavità toracica, più precisamente nel mediastino medio fra i due polmoni, dietro lo sterno e le cartilagini costali, che lo proteggono come uno scudo, davanti alla colonna vertebrale, da cui è separato dall'esofago e dall'aorta, e appoggiato sul diaframma, che lo separa dai visceri sottostanti.
Costituito pressoché esclusivamente da tessuto muscolare striato, è circondato da un sacco fibroso che prende il nome di pericardio. Il cuore ha la forma di un tronco di cono ad asse obliquo rispetto al piano sagittale: la sua base maggiore guarda in alto, indietro e a destra, mentre l'apice è rivolto in basso, in avanti e a sinistra; pesa nell'adulto all'incirca 250-300 g, misurando 13–15 cm in lunghezza, 9–10 cm in larghezza e circa 6 cm di spessore (si sottolinea che questi dati variano con età, sesso e costituzione fisica).
L'organo si divide in due sezioni non uguali, la sinistra dove circola sangue arterioso ricco di ossigeno e la destra dove circola sangue venoso deossigenato; ognuna di queste sezioni comprende una cavità superiore, atri a pareti sottili, e una inferiore, ventricoli a pareti più spesse. Ciascun atrio è in connessione con il ventricolo sottostante per mezzo dell'orifizio atrioventricolare; il cuore sinistro è separato da quello destro a livello atriale dal setto interatriale e a livello ventricolare dal setto interventricolare.
Il cuore è l'organo centrale dell'apparato circolatorio; si comporta come una sacca muscolare in grado di contrarsi e di svuotare nei grandi vasi il sangue in essa contenuto. Gli atri funzionano da serbatoio del sangue refluo dalle vene, che può essere così immesso rapidamente nei ventricoli; questi ultimi, con la loro contrazione, fungono da pompa capace di produrre una pressione sufficiente a permettere la circolazione del sangue. L'efficienza del cuore come pompa si fonda da una parte sulla contrazione pressoché simultanea di tutte le fibre (cellule) muscolari ventricolari, dipendente dalla loro struttura peculiare, dall'altra sulla contrazione ritmica, ordinata e coordinata della muscolatura cardiaca, resa possibile dall'esistenza del sistema di conduzione del cuore, il quale impedisce che la muscolatura cardiaca si contragga in maniera casuale, come avviene in caso di fibrillazione ventricolare.

## Nella storia, cultura e società
Il cuore è stato uno degli organi che ha incuriosito e affascinato maggiormente l'essere umano, in gran parte per le implicazioni filosofiche e affettive da sempre legate a questo muscolo: misterioso, mitico e ricco di fascino fra il sacro e il magico, che senza sosta scandiva il tempo della vita e della morte, decretandola con il suo arresto. Per gli antichi Romani il solo Apollo, con una freccia precisa e invisibile, riusciva a bloccarlo per sempre anzitempo.
Nella storia della medicina, gli uomini preistorici, i Babilonesi, gli Egizi, le civiltà precolombiane, i Greci, gli indù e la civiltà cinese si occuparono del cuore sia come organo sede dell'anima e degli affetti sia come origine della forza vitale. La conoscenza dell'anatomia del cuore basata sullo studio autoptico dell'uomo inizia nel periodo ellenistico con la costituzione della scuola medica di Alessandria d'Egitto (325-250 a.C.): la dissezione dei cadaveri, proibita nella Grecia classica, era consentita nell'Alessandria dei Tolomei.
Prima di questo periodo le conoscenze sulla struttura del cuore erano molto sommarie. In Egitto, nonostante la pratica dell'imbalsamazione, non si aveva una sufficiente conoscenza dell'anatomia, in quanto gli organi venivano estratti attraverso piccole incisioni. Nella Grecia classica le osservazioni anatomiche erano effettuate solo sugli animali. La scuola ippocratica del V secolo a.C., che raggiunse livelli inimmaginati in campo clinico, non aveva una chiara rappresentazione del sistema cardio-vascolare. Una descrizione abbastanza dettagliata si ritrova nell'opera "Sul cuore" (peri karion), contenuta nel Corpus hippocraticum, ma è opinione condivisa che il testo sia stato aggiunto al Corpus molto più tardi; questo trattato è stato comunque fonte importante di sapere fino al Cinquecento.
Aristotele (384-322 a.C.), grazie all'uso sistematico della dissezione animale, ha posto le basi anatomiche per una nuova medicina che andasse oltre la clinica. Il grande filosofo identificò nel cuore tre cavità (l'atrio destro era considerato parte della vena cava) e si attribuì il merito di aver ritenuto per primo che il sistema vascolare avesse origine dal cuore.

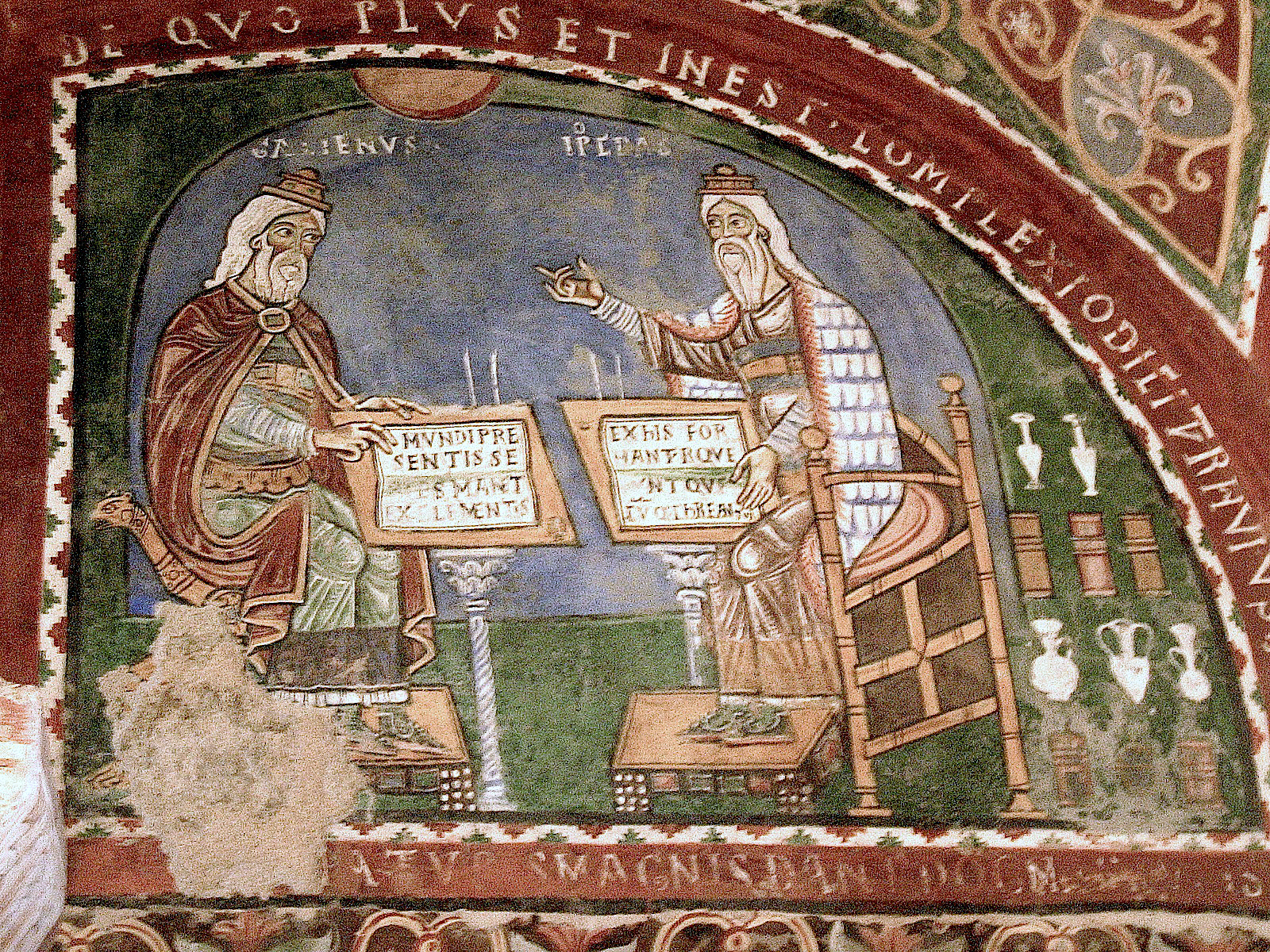
Galeno e Ippocrate in un dipinto del XII secolo (cattedrale di Anagni)

Ai medici alessandrini, che ricorrevano anche alla vivisezione dei condannati a morte, risale la differenziazione, sulla base della struttura, tra arterie e vene e la scoperta del valore semeiologico del polso arterioso. A Erasistrato (304-250 a.C.) si deve la descrizione delle valvole cardiache. Il tentativo degli alessandrini di stabilire un fondamento anatomico alla clinica ippocratica non ebbe però seguito e fu presto abbandonato. Una delle cause principali di questo insuccesso si può riconoscere nella carenza di conoscenze in campo fisiologico, che avrebbero dovuto consentire il collegamento logico tra anatomia e patologia. Galeno (129-201) ritornò, così, alla teoria umorale ippocratica, fondata sull'equilibrio tra i quattro umori del corpo (sangue, flegma, bile gialla e bile nera) e al primato della clinica (semeiotica e terapia) nello studio della medicina, integrati però con lo studio anatomico sugli animali (scimmia e maiale), con la sua esperienza come medico dei gladiatori e con la sperimentazione, da lui introdotta per la prima volta nel campo medico. Grazie soprattutto alla vivisezione, Galeno ha dimostrato che il ventricolo sinistro e le arterie contengono sangue e non solo pneuma (aria vitale), come teorizzato dai suoi predecessori, e che la causa delle pulsazioni è la contrazione cardiaca; riteneva però erroneamente che il setto interventricolare possedesse piccoli pori attraverso i quali il sangue dal ventricolo destro passasse in quello sinistro.
Seguendo i progressi della scienza medica, grazie soprattutto all'opera di Galeno che condizionò le conoscenze mediche sino al Rinascimento, si osservò che l'arresto improvviso del cuore era dovuto all'occlusione di un'arteria coronarica. Così il cuore passò dalla condizione di essere ritenuto sede dell'intelletto, come lo definirono i Sumeri, o di padrone assoluto del corpo, come veniva chiamato dagli Egizi, a quella di una pompa adibita a un lavoro esclusivamente meccanico, anche se vitale. Di funzionamento molto semplice, se rapportato a quello degli altri organi del corpo, il cuore conserva tuttavia ancora una notevole dose di fascino, causato probabilmente dall'essere un organo pulsante che scandisce senza interruzione il ritmo della vita.

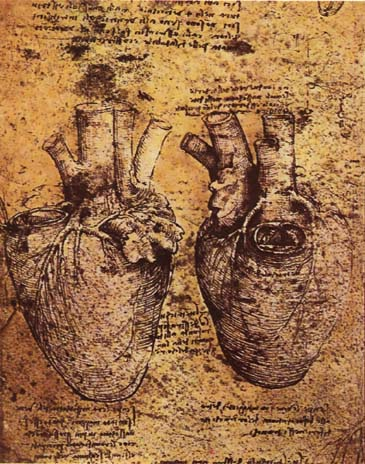
Disegno del cuore, opera di Leonardo da Vinci

Per molti secoli ha rappresentato l'obiettivo centrale degli studi di medici e scienziati: dagli arabi Avicenna (980-1037) e Averroè (1126-1198) a Vesalio, Leonardo da Vinci, che rappresentò con molta esattezza l'anatomia del muscolo cardiaco, a Giovanni Maria Lancisi (1654-1720) che dettagliò i sintomi dell'infarto, degli aneurismi, dell'arteriosclerosi. Precedentemente a Lancisi un'opera fondamentale sulla funzione del cuore e sulla circolazione sanguigna fu scritta da William Harvey (1568-1657) Exercitatio anatomica de motu cordis et sanguinis in animalibus.

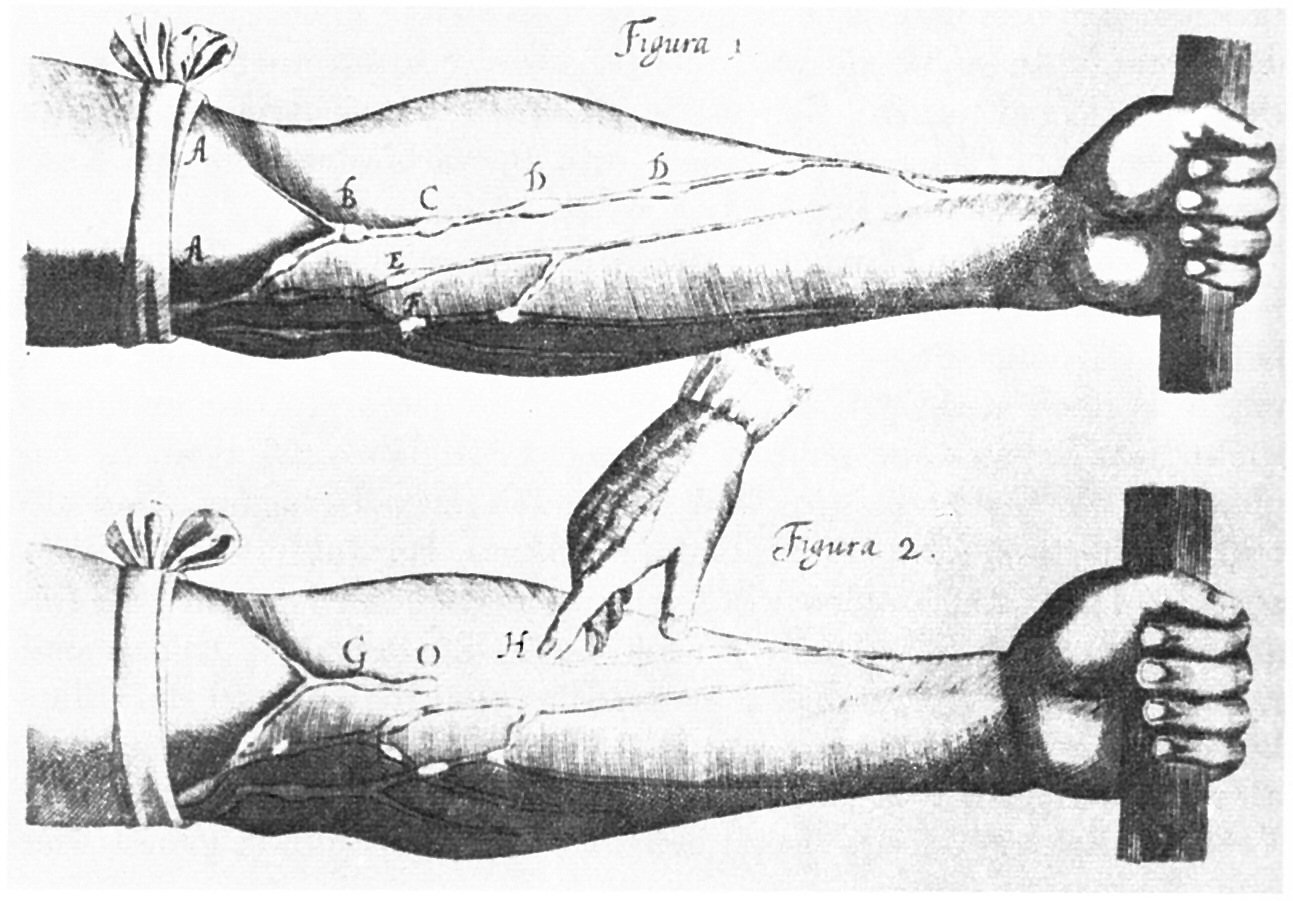
Immagine delle vene dalla Exercitatio Anatomica de Motu Cordis et Sanguinis in Animalibus di Harvey

Fino a tutto il Settecento, il galenismo imperversò e solo successivamente, cominciò a perdere terreno e finalmente apparvero i primi veri cardiologi, come Giovanni Battista Morgagni e William Heberden, che per primo introdusse il concetto di angina pectoris rimasta un classico della terminologia cardiologia.
I secoli XVIII e XIX segnarono le basi della sperimentazione e dell'osservazione diretta del cuore, ma solo nel successivo secolo si poté assistere alla vera e propria ricerca clinica che portò alle basi per lo sviluppo della cardiologia moderna.

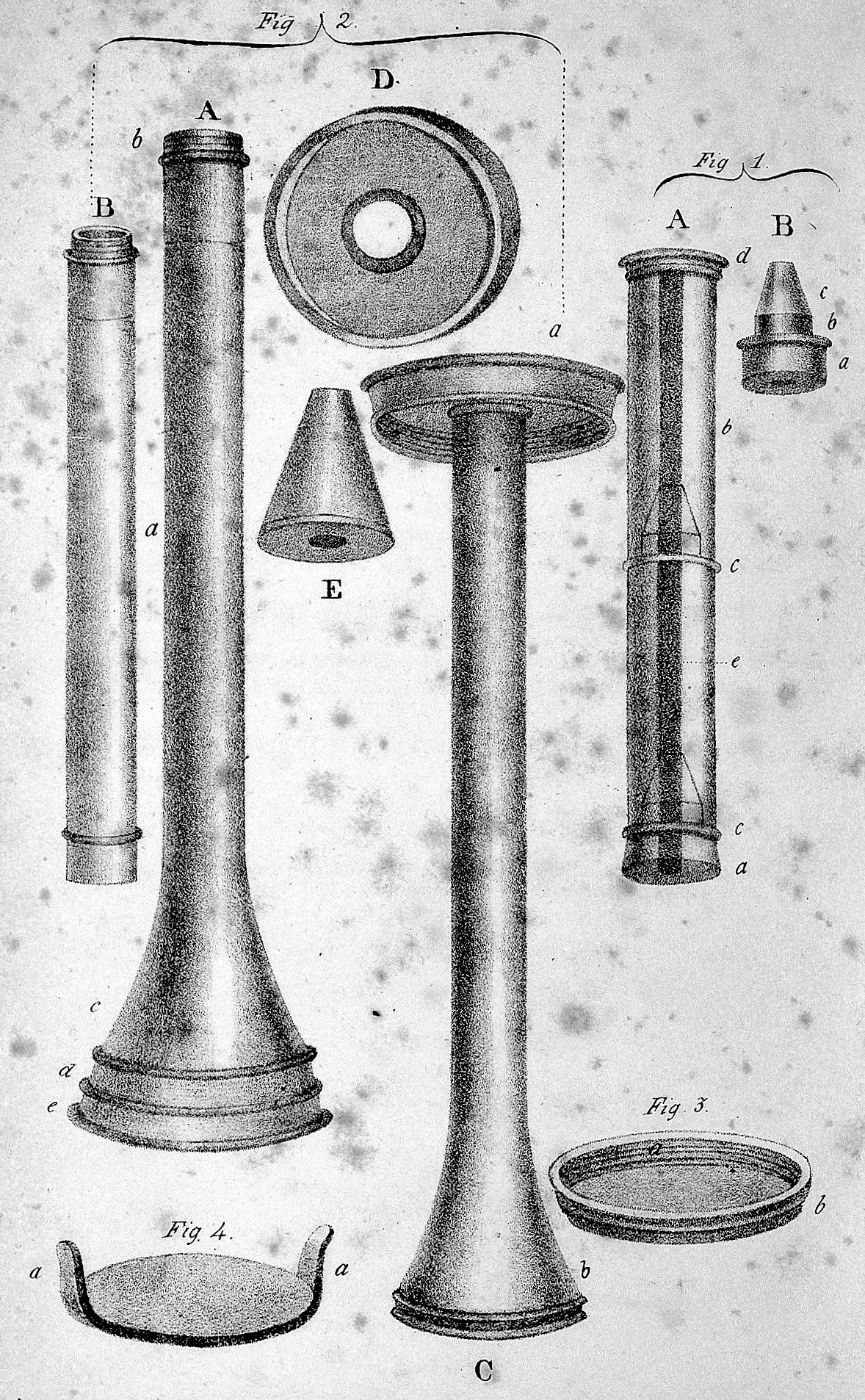
Stetoscopio di Laennec, illustrazione del suo testo "Diseases of the chest" del 1838

Nel XIX secolo arrivarono i primi grandi clinici come René Laennec che inventò lo stetoscopio, strumento che permise di auscultare i battiti cardiaci, ma inizialmente non fu ben accetto dai cardiologi del periodo che preferivano la classica auscultazione.
Nel 1901 Willem Einthoven – proseguendo gli studi di Augustus Desiré Waller, che aveva scoperto l'attività elettrica del cuore, di Gabriel Lippmann, che aveva utilizzato l'elettrometro capillare per visualizzarla, e di Étienne-Jules Marey, che ne aveva introdotto la registrazione fotografica – realizzò il galvanometro a corda di sua invenzione: nello stesso anno egli pubblicò il primo elettrocardiogramma. Einthoven ricevette il Premio Nobel per la medicina nel 1924.

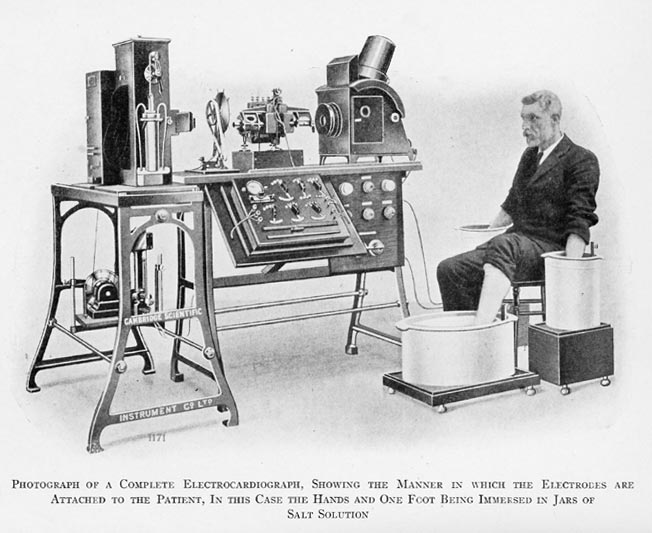
L'elettrocardiografo di Einthoven

Il 6 maggio del 1925 Henry Souttar a Londra operò la prima commissurotomia mitralica a cuore chiuso, ma la sua opera passò praticamente inosservata e irripetibile. Fra il 1931 e il 1952, anno in cui l'ipotermia venne utilizzata per i primi interventi di chirurgia mitralica, furono numerose le difficoltà per i futuri cardiochirurghi. Dal 1955 si poté finalmente disporre di una macchina cuore-polmone, cosa che modificò radicalmente la chirurgia cardiaca. Il 3 dicembre del 1967 Christiaan Barnard operò il primo trapianto cardiaco, che non sortì gli effetti desiderati (il paziente sopravvisse solo 19 giorni e morì per setticemia), ma solo il 2 gennaio del 1968 il dottor Barnard operò un collega: in questo caso il follow-up durò più di 19 mesi. A proposito dell'intervento di Barnard, Gorny commentò nel suo trattato di storia della cardiologia:
 Tale affermazione si ricollega allo scritto dell'autore, quando, all'inizio del suo lavoro, riporta che il cuore per gli occidentali fu considerato un organo «mitico» e misterioso.

## Embriologia

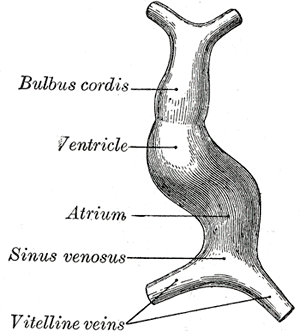
Il tubo cardiaco primitivo

Il cuore deriva embriologicamente dal mesoderma, il suo sviluppo termina al secondo mese di gestazione. I primi abbozzi compaiono tra la terza e la quarta settimana di sviluppo dell'embrione prima della delimitazione (ovvero dell'avvolgimento dell'embrione su sé stesso sia in senso latero-laterale sia cranio-caudale, processo che fa sì che da una struttura piana esso divenga tubolare e chiuso), nella regione cefalica. Si tratta di cellule mesenchimali specializzate nella vasculogenesi, inizialmente ammassate irregolarmente che progressivamente si organizzano a delimitare i tubi endocardici destro e sinistro, i quali si uniranno nel tubo cardiaco primitivo che infine dopo 22-23 giorni dalla fecondazione dell'ovocita inizierà a battere.
Il tubo cardiaco è immerso nel mesoderma splancnico che si ispessisce a formare il mantello, da cui derivano miocardio ed epicardio; si tratta della prima struttura in grado di contrarsi.

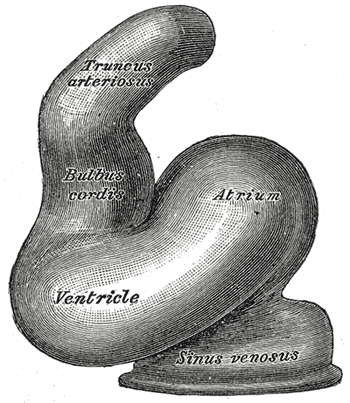
Cor sigma

Nel tubo cardiaco primitivo compaiono dilatazioni e solchi (in senso caudo-craniale):
- seno venoso (formato dai corni destro e sinistro);[42]
- atrio primitivo con il solco atrioventricolare;[43]
- ventricolo primitivo con il solco bulboventricolare;
- bulbo (formato dal cono di eiezione, dal tronco arterioso con le vie aortica e polmonare).

Il tubo primitivo va incontro a un processo di ripiegamento a "S" (cor sigma) e di rotazione, con il quale il seno venoso e l'atrio primitivo si affiancano al ventricolo e al bulbo e si portano in alto e indietro. Un solco circolare segna il confine tra la parte arteriosa e quella venosa o, più precisamente, tra ventricolo e atrio. Internamente, a questo solco corrisponde un rilievo (cresta) circolare che restringe il lume a formare il canale auricolare o atriale (atrio-ventricolare), canale di comunicazione degli atri con i ventricoli, il quale sarà trasformato in un'ampia fessura dalla crescita di due cuscinetti muscolari, anteriore e posteriore. In questa sede si svilupperanno le valvole atrio-ventricolari.
Successivamente, a partire dalla quarta settimana, si verifica la sepimentazione degli atri e dei ventricoli; attraverso questo processo si formeranno sul piano sagittale, il setto interatriale primitivo (septum primum) negli atri e il setto interventricolare muscolare. Il septum primum separa parzialmente i due atri, in quanto si presenta come una cresta semilunare il cui margine libero inferiore, in prossimità del canale auricolare, circoscrive un'apertura che mette in comunicazione gli atri: il foro ovale primitivo. Con l'accrescersi del septum primum tale forame si oblitera, ma se ne viene a costituire un altro, il forame ovale secondario, in corrispondenza della parte postero-superiore dello stesso setto; contemporaneamente a destra del septum primum, dalla parete superiore degli atri, si produce il setto interatriale secondario, che riduce l'ampiezza del foro ovale secondario, senza però chiuderlo completamente. Tale chiusura avverrà soltanto alla nascita, fino ad allora i due atri rimarranno in comunicazione tra loro così da consentire al sangue proveniente dalle vene cave di riversarsi direttamente nel cuore sinistro bypassando il polmone.
Il setto interventricolare muscolare origina inferiormente e si accresce verso l'alto, assumendo una forma semilunare con margine superiore libero e concavo, le cui estremità si uniscono al septum intermedium, struttura che sepimenta il canale atriale ed è essenziale nell'allineamento dei canali atrioventricolari in cui si vanno a formare due lembi con funzioni di valvole (le future valvola mitrale e valvola tricuspide) e le corde tendinee, che emergono da ispessimenti della parete interna dei ventricoli. Il septum intermedium circoscrive, insieme con il margine libero del setto interventricolare, il transitorio forame interventricolare, che verrà obliterato dalla parte membranosa del setto interventricolare.
La parte craniale dei ventricoli comunica con il cono e con il tronco arterioso (cono-truncus) da cui prenderanno origine il tronco dell'arteria polmonare e il tratto ascendente dell'aorta. Dalle pareti opposte del cono e del tronco hanno origine due cuscinetti endocardici che accrescendosi si fondono sulla linea mediana, creando il setto aortico-polmonare, setto ad andamento a spirale che separa l'aorta ascendente dall'arteria polmonare. L'estremità prossimale di questo setto si fonde con il margine superiore del setto interventricolare, occludendo il foro interventricolare e generando la parte membranosa di detto setto. Una volta avvenuta questa fusione, l'aorta comunica esclusivamente con il ventricolo sinistro, mentre l'arteria polmonare con il solo ventricolo destro.

## Anatomia

### Il pericardio

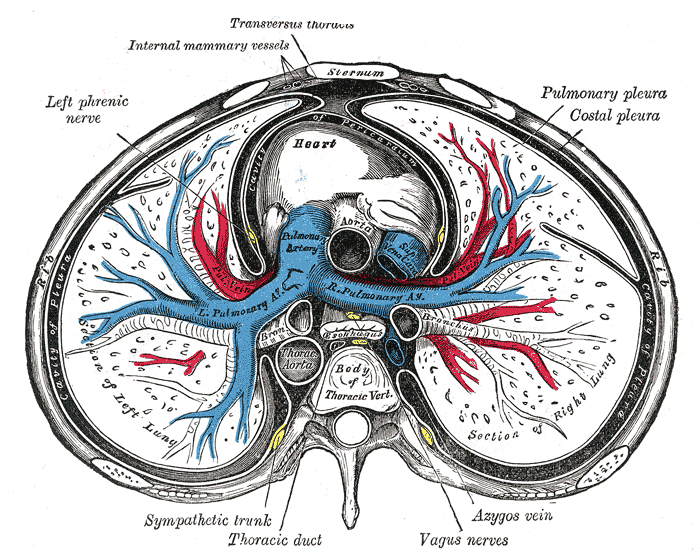
Sezione trasversa del torace che permette di apprezzare la morfologia del pericardio e i rapporti con la pleura

Il cuore e la parte più prossimale della maggior parte dei grandi vasi a lui adiacenti sono avvolti nel pericardio, una membrana, spessa mediamente 20 µm, dalla forma grossolanamente conica. Nel pericardio si distinguono due componenti, il pericardio fibroso (sacco fibroso del pericardio), più esterno, e il pericardio sieroso, interno. Quest'ultimo è costituito da due foglietti, uno parietale, che riveste internamente il sacco fibroso, e uno viscerale (o epicardio), che è aderente al miocardio; i due foglietti si prolungano l'uno nell'altro in corrispondenza dell'emergenza dei grossi vasi dal cuore: il punto di riflessione forma un cul de sac. I due foglietti sierosi del pericardio sono separati da uno spazio virtuale chiamato cavità pericardica e contenente normalmente da 20 a 50 mL di liquido chiaro e roseo che permette al cuore una discreta libertà di movimento e di variazione di forma all'interno di questo rivestimento, minimizzando l'attrito.

### Conformazione

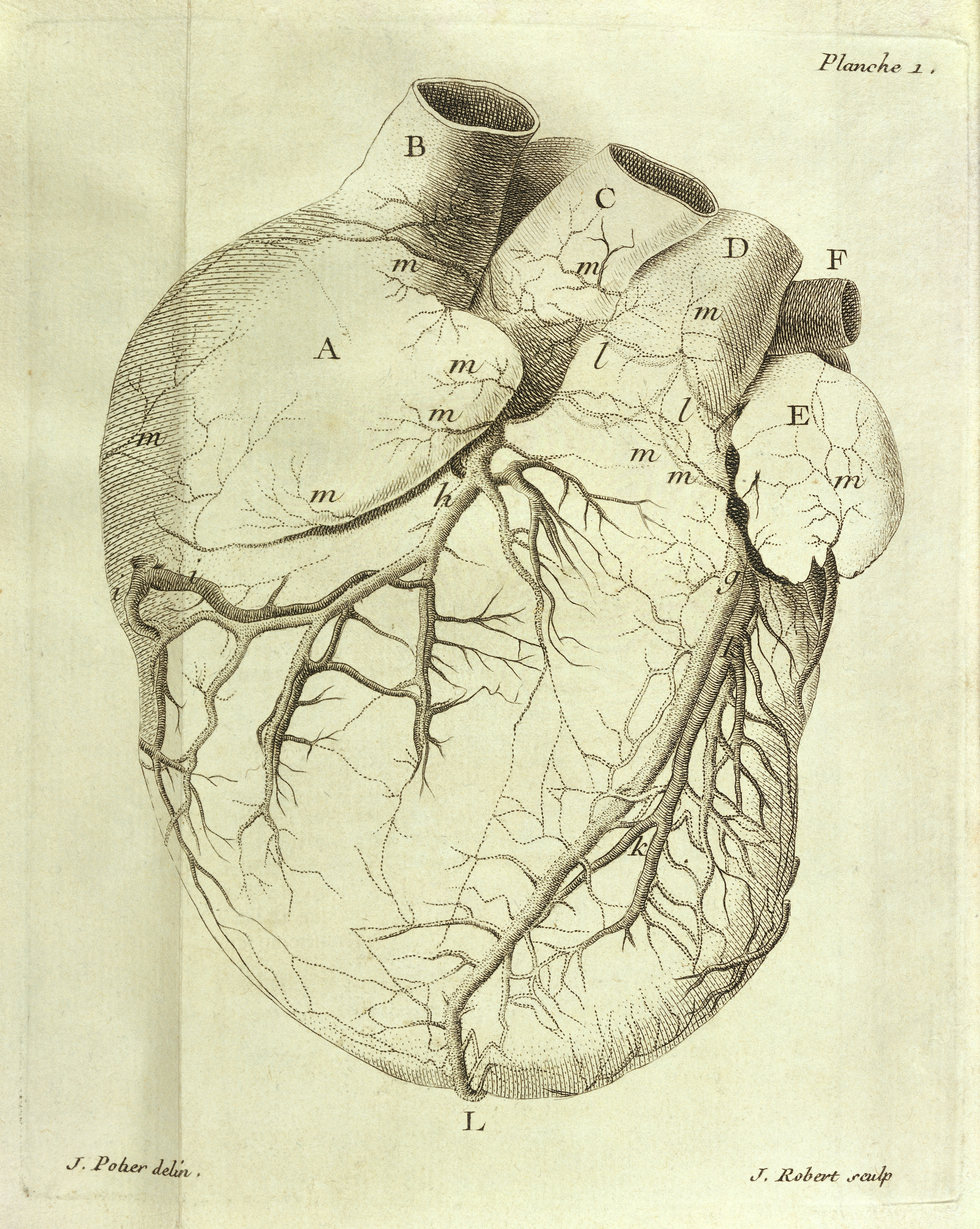
Cuore isolato visto dall'avanti. Faccia sterno-costale. Tratto da: SENAC, Jean Baptiste, M. (1693-1770), Traité de la structure du coeur, de son action, et de ses maladies. Paris: J. Vincent, 1749.

Il cuore è un organo cavo fibromuscolare di forma conica schiacciata o di tronco piramidale rovesciato. Presenta tre facce (anteriore o sterno-costale, inferiore o diaframmatica, sinistra o polmonare), una base e tre margini (destro o acuto, superiore e sinistro o ottuso). Le facce sterno-costale e diaframmatica hanno forma grossolanamente triangolare, mentre la faccia polmonare è convessa e poco estesa e coincide con il margine ottuso. Nella faccia sterno-costale gli atri sono nascosti dalle auricole e dall'origine delle grandi arterie. La base corrisponde agli atri, è convessa e irregolare per l'ingresso delle due vene cave e delle quattro vene polmonari; si continua indistintamente nella faccia diaframmatica, mentre il margine superiore la separa dalla faccia sterno-costale; ai lati si prolunga nelle auricole.
Il cuore ha una lunghezza media dall'apice alla base di 12 cm, è largo trasversalmente 8–9 cm e in senso antero-posteriore circa 6 cm, nell'uomo pesa mediamente 300 g (280-340 g), mentre nella donna 250 g (230-280 g), nel neonato il peso è di circa 21 g e all'età di 11 anni pesa circa 164 g. Il suo peso definitivo da adulto è raggiunto nella tarda adolescenza, generalmente entro i 20 anni. Il volume del cuore corrisponde, come lo aveva definito René Laennec, approssimativamente al pugno chiuso della persona stessa.

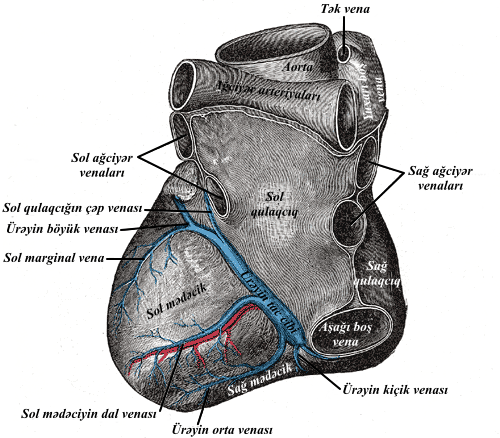
Cuore isolato visto dal di dietro. Facce polmonare (margine ottuso) e diaframmatica. Tratto da Henry Gray: Anatomy of the human body, 20 ed. 1918.

Esso si trova nella cavità toracica e più precisamente nel mediastino medio. La base guarda in alto, indietro e a destra, mentre l'apice è rivolto in basso, in avanti e a sinistra. È compreso tra la terza e sesta costa e corrisponde posteriormente alla zona tra la quinta e l'ottava vertebra toracica. Posteriormente il cuore è in rapporto con i linfonodi tracheo-bronchiali inferiori, l'esofago, i nervi vaghi, l'aorta discendente e le vene azygos ed emiazigos; inferiormente poggia sul diaframma, mentre anteriormente vi sono lo sterno, le cartilagini costali con la muscolatura toracica, i vasi mammari interni e i margini anteriori dei polmoni e delle pleure. Ai lati del cuore vi sono gli ili polmonari, i due nervi frenici e i vasi pericardiofrenici. Sopra di esso vi sono i bronchi, il timo e i grossi vasi, quali l'aorta, le vene polmonari, le arterie polmonari e la vena cava.
L'orientamento del cuore nella cavità toracica è stato motivo di studio di diversi anatomisti sin dal XVI secolo, ma solo con lo sviluppo delle nuove tecniche di imaging non invasive come l'ecocardiografia, la risonanza magnetica, la tomografia computerizzata e la tomografia a emissione di fotone singolo, l'anatomia e la fisiopatologia cardiaca hanno subito cambiamenti radicali per la medicina e la cardiologia in particolare. Il corpo umano viene osservato attraverso tre piani anatomici, tra loro ortogonali: frontale o coronale, orizzontale o trasversale e sagittale. In realtà i piani del cuore (asse corto o trasversale, quattro camere o frontale e asse lungo o sagittale) non corrispondono ai piani anatomici standard, pertanto quando si descrive l'orientamento del cuore non si può tralasciare la sua posizione nei confronti di strutture anatomiche quali l'aorta e l'esofago a cui sono allineati i piani del corpo, mentre, al contrario, l'asse maggiore del cuore è allineato obliquamente.
La superficie esterna del cuore è segnata da due solchi: il solco coronario, che taglia l'organo in senso trasversale e segna il confine tra atri e ventricoli; il solco longitudinale, che partendo dal solco precedente decorre sulla superficie dei ventricoli, dividendo il cuore nella parte destra e sinistra. I due solchi si incrociano posteriormente in un punto definito «croce» (crux cordis), il quale è spesso occupato dall'arteria circonflessa. Un leggero solco separa i due atri (solco interatriale). Nei solchi decorrono i vasi cardiaci circondati dal grasso subepicardico. Nel solco coronario decorrono l'arteria coronaria destra e il ramo circonflesso di quella sinistra. Il solco longitudinale contiene, in corrispondenza della faccia sterno-costale, il ramo discendente dell'arteria coronaria sinistra e, in corrispondenza della faccia diaframmatica, un ramo discendente (il ramo del solco longitudinale posteriore) dell'arteria coronaria destra.

### Pareti
Sotto al pericardio si trovano tre tonache: dall'esterno all'interno, l'epicardio, il miocardio e l'endocardio.
L'epicardio è costituito dal foglietto viscerale del pericardio sieroso. Appare come una membrana trasparente, formata da epitelio semplice con la sua membrana basale e dal sottile tessuto connettivo della tonaca propria. L'epicardio poggia sul connettivo subepicardico, contenente grasso, capillari sanguigni, capillari linfatici e fibre nervose. Subito sotto di questo vi è il miocardio, formato da fibre muscolari cardiache e costituito da uno scheletro fibroso al quale aderiscono le lamine di tessuto muscolare cardiaco, il cui spessore varia fra 5 e 15 mm (maggiore in corrispondenza dei ventricoli), ordinatamente orientate in modo da permettere la corretta contrazione. Nella parte più interna del cuore si trova l'endocardio che costituisce un rivestimento protettivo formato da cellule endoteliali. Ha la funzione di favorire lo scorrimento del sangue all'interno del cuore per evitarne la coagulazione; è strutturalmente simile all'endotelio che riveste internamente i vasi sanguigni.

### Cavità e valvole

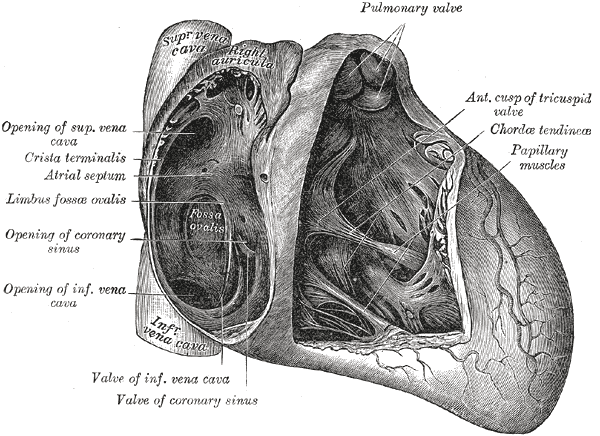
Cavità dell'atrio e del ventricolo destro

Internamente il cuore è diviso in quattro cavità, appaiate funzionalmente a due a due. Ogni paio di cavità è costituito da un atrio, a parete sottile e posto superiormente, e un ventricolo, a parete più spessa e posto inferiormente, collegati tramite un orificio atrio-ventricolare provvisto di una valvola cardiaca. Le due paia di cavità sono separate da un setto cardiaco. L'atrio e il ventricolo destro sono in continuità tra loro formando il cuore destro (che pompa il sangue venoso, povero di ossigeno), così come comunicano le due cavità sinistre, formando il cuore sinistro (che pompa il sangue arterioso, ossigenato). Ogni atrio comunica con il corrispondente ventricolo attraverso l'orifizio atrioventricolare che è fornito di una valvola cuspidata. Lo scheletro fibroso del cuore dà attacco ai fasci muscolari che costituiscono la parete degli atri e dei ventricoli. Gli orifizi che mettono in comunicazione le cavità ventricolari con i vasi efferenti sono anch'essi protetti da valvole che impediscono il reflusso: valvola polmonare nel ventricolo destro per l'arteria polmonare, valvola aortica nel ventricolo sinistro per l'aorta.
Nella cavità toracica, l'atrio destro è collocato in posizione anteriore, inferiore e a destra rispetto all'atrio sinistro. Nella volta dell'atrio destro (corrispondente alla base cardiaca) si aprono gli sbocchi delle due vene cave, che portano il sangue non ossigenato dai tessuti periferici al cuore, e quello del seno coronario con la sua valvola (valvola di Tebesio), che convoglia il sangue refluo dal circolo coronarico. Anche l'orificio della vena cava inferiore è fornito di una valvola (valvola di Eustachio). La valvola tricuspide è la valvola atrioventricolare di destra e forma praticamente il pavimento dell'atrio; si inserisce sull'anello fibroso dell'ostio atrioventricolare di destra ed è composta da tre lembi, da cui il nome. Nella parete settale si trova la fossa ovale, residuo del forame ovale secondario (vedi embriologia); questa fossa è parzialmente contornata da un rilievo muscolare: il lembo della fossa ovale del Vieussens. La cavità atriale destra comunica con la cavità dell'auricola destra attraverso un'apertura posta al confine tra la volta e la faccia sterno-costale.

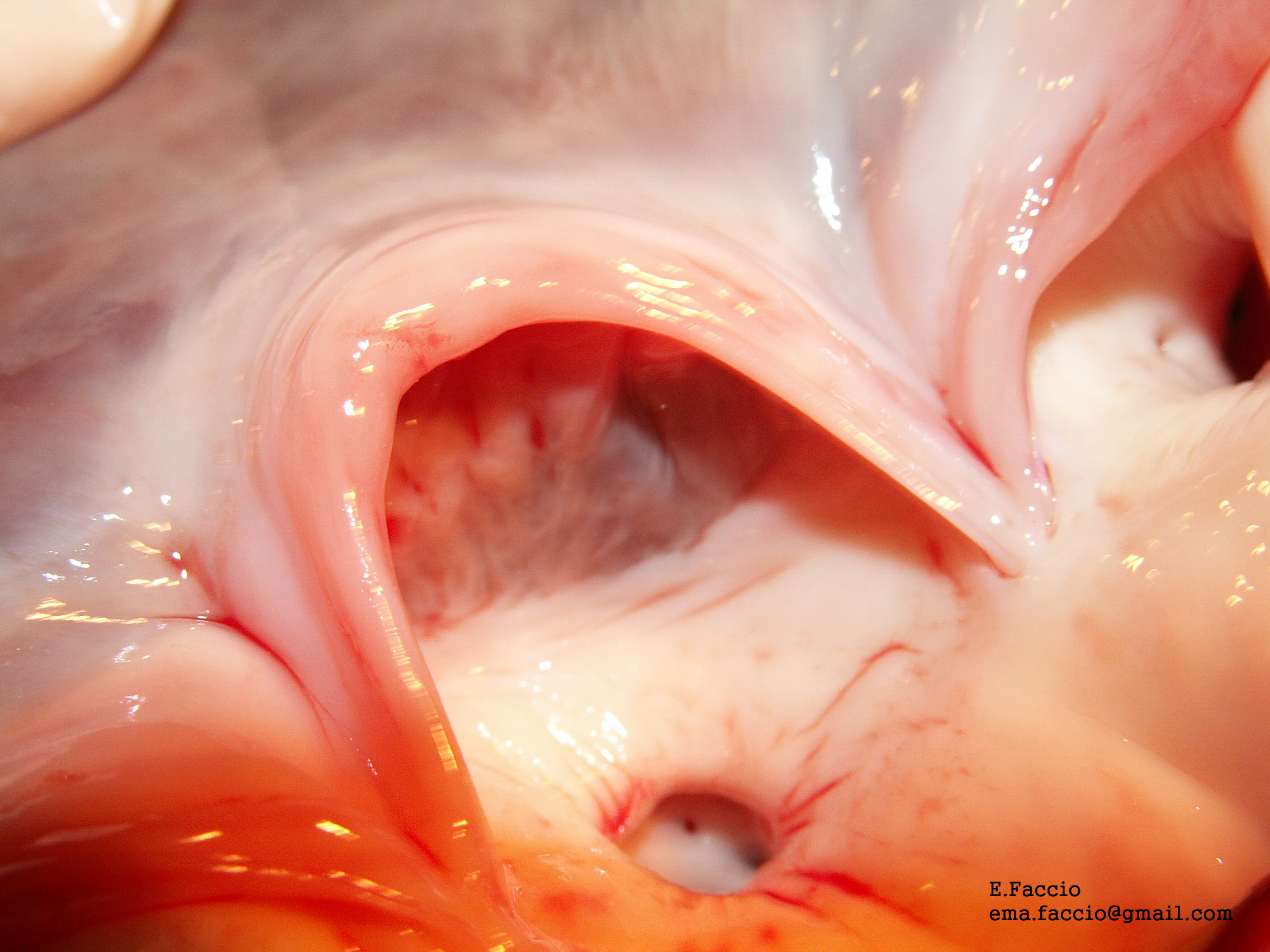
Valvola semilunare aortica. Sono visibili gli osti delle due arterie coronarie.

Nel ventricolo destro si distinguono una via di afflusso e una di efflusso: quella di afflusso è data dall'ostio atrioventricolare destro con la valvola tricuspide, attraverso cui il sangue dall'atrio entra nel ventricolo, da qui origina la via di efflusso, costituita dall'ostio dell'arteria polmonare con le sue tre valvole semilunari, che convoglia il sangue nel lume del tronco della arteria polmonare, per immetterlo nella piccola circolazione. La muscolatura del ventricolo destro si solleva in numerosi fascetti muscolari (trabecole carnee) e nei tre muscoli papillari (anteriore, posteriore e mediale), i cui numerosi tendinetti (corde tendinee) si impiantano sui margini liberi della valvola tricuspide.

Modello 3D delle cavità cardiache e degli apparati valvolari

Nella parete posteriore dell'atrio sinistro si aprono le quattro vene polmonari, due a destra e due a sinistra. Il setto interatriale presenta una leggera depressione che corrisponde alla fossetta ovale dell'atrio destro. In avanti questa depressione è limitata da una plica semilunare che rappresenta il residuo della valvola del forame ovale. In basso e in avanti presenta l'ostio della valvola bicuspide o mitrale che dà accesso al ventricolo sinistro. La parete laterale presenta l'auricola sinistra, molto ricca di tessuto muscolare.
Il ventricolo sinistro è caratterizzato da una parete muscolare molto più spessa, che lo porta ad avere una forza di contrazione di circa sette volte maggiore rispetto al ventricolo destro. Verso l'apice, le trabecole carnee sono tra loro anastomizzate creando una specie di tessuto cavernoso; inoltre la muscolatura si solleva in due fasci voluminosi, i muscoli papillari anteriore e posteriore, le cui corde tendinee si fissano ai lembi della valvola bicuspide. Nella parete superiore del ventricolo, si trovano la valvola bicuspide (detta anche mitralica dalla sua somiglianza alla mitra dei vescovi), con le cuspidi (lembi) anteriore e posteriore, e la valvola aortica, con le tre valvole semilunari aortiche, che dà accesso all'aorta ascendente. Anche qui si evidenziano pertanto una via di afflusso e una via di efflusso; le due vie sono separate solo dal lembo valvolare anteriore della valvola mitrale.

### Sistema di conduzione

Schema di conduzione elettrica del cuore

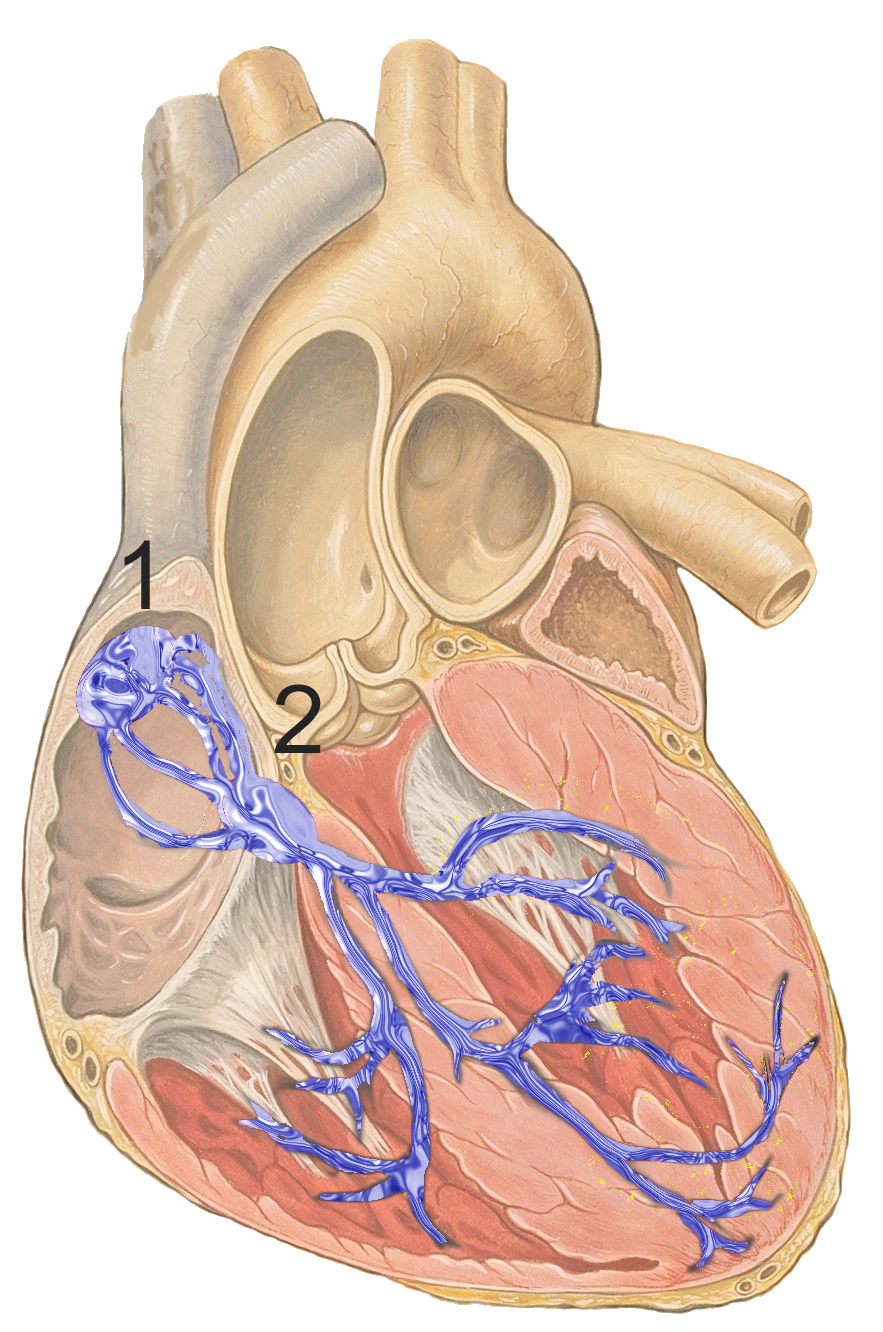
Il sistema di conduzione con evidenziati il nodo senoatriale o nodo di Keith-Flack (1) e quello nodo atrioventricolare (2) o nodo di Ashoff-Tawara; a valle il fascio AV di His e il sistema ventricolare di Purkinje

Il cuore come tutti i muscoli è capace di contrarsi sfruttando l'energia prodotta dall'ossidazione di sostanze energetiche (come acidi grassi, carboidrati) in presenza di ossigeno. Le cellule muscolari striate involontarie di cui è composto il cuore a differenza di quelle degli altri muscoli sono dotate della capacità di autoeccitarsi e autocontrarsi. Il controllo nervoso sul cuore può modulare la frequenza di contrazione aumentandola o diminuendola, anche se questa è generata in maniera spontanea dal miocardio.
Esiste una parte del miocardio dedicata alla sola generazione e conduzione degli impulsi attraverso il muscolo cardiaco: il cosiddetto miocardio specifico. Si tratta di un sistema specializzato del cuore che permette, in condizioni normali, che il cuore batta in maniera efficiente e ordinata (prima gli atri, poi i ventricoli permettendo il completo riempimento di questi ultimi) e che l'impulso generato si diffonda velocemente, facendo contrarre tutte le parti del ventricolo in maniera pressoché simultanea.
Questo sistema è formato da diverse parti.
- Il nodo senoatriale (NSA) è una piccola e appiattita striscia ellissoidale di miocardio specifico larga circa 3 mm, lunga 15 mm e spessa 1 mm, che si trova nella parte superiore laterale dell'atrio destro subito sotto allo sbocco della vena cava superiore.[68] Le fibre del NSA hanno un diametro variabile tra i 3 e i 5 mm, mentre le fibre circostanti sono delle dimensioni di una decina di micrometri. In questo nodo si genera il normale impulso ritmico, e per fare in modo che l'impulso venga trasmesso alle fibre atriali le fibre del NSA si connettono direttamente con quelle atriali; il potenziale d'azione si diffonde, così, in maniera simultanea negli atri.[69]
- Vie internodali è il nome di una striscia di tessuto di conduzione che deve condurre il segnale verso il nodo atrioventricolare.[70]
- Il nodo atrioventricolare (NAV)[71]: è il principale responsabile del ritardo che deve essere attuato nel passaggio del segnale dagli atri ai ventricoli.[72] Un'altra importante funzione del NAV è quella di permettere il passaggio solo in un senso dell'impulso cardiaco, impedendo il passaggio dai ventricoli agli atri tramite uno strato fibroso che funziona da isolante per l'impulso.[73][74]
- Le fibre del fascio di His propagano l'impulso alla massa cardiaca ventricolare, dividendosi in due branche, destra e sinistra.[75] La branca sinistra possiede due fascicoli: anteriore, più spesso, e posteriore, più sottile.
- Parte terminale del sistema di conduzione del cuore sono le fibre del Purkinje, cellule cardiache con conducibilità maggiore rispetto ai miocardiociti.

### Grandi vasi

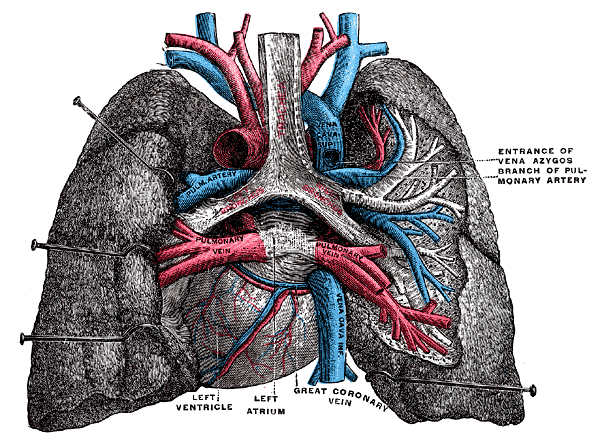
Cuore visto dalla faccia posteriore

Dalla porzione superiore della faccia anteriore del cuore si dipartono i due vasi arteriosi principali: l'aorta a sinistra e l'arteria polmonare o tronco polmonare a destra, che si divide in un ramo sinistro e in un ramo destro; ciascuna di queste è un prolungamento cavo del ventricolo corrispondente. Le basi di queste arterie sono abbracciate dalle auricole (così chiamate poiché la loro forma ricorda le orecchie pendule di un cane), che fanno parte degli atri.
Anche posteriormente sono presenti due vasi sanguigni che sfociano nell'atrio destro, le vene cave, distinte in vena cava superiore e vena cava inferiore.
Tra questi quattro vasi si trovano le vene polmonari, due di destra e due di sinistra, che sfociano nell'atrio sinistro.

## Vascolarizzazione e innervazione

### Vascolarizzazione

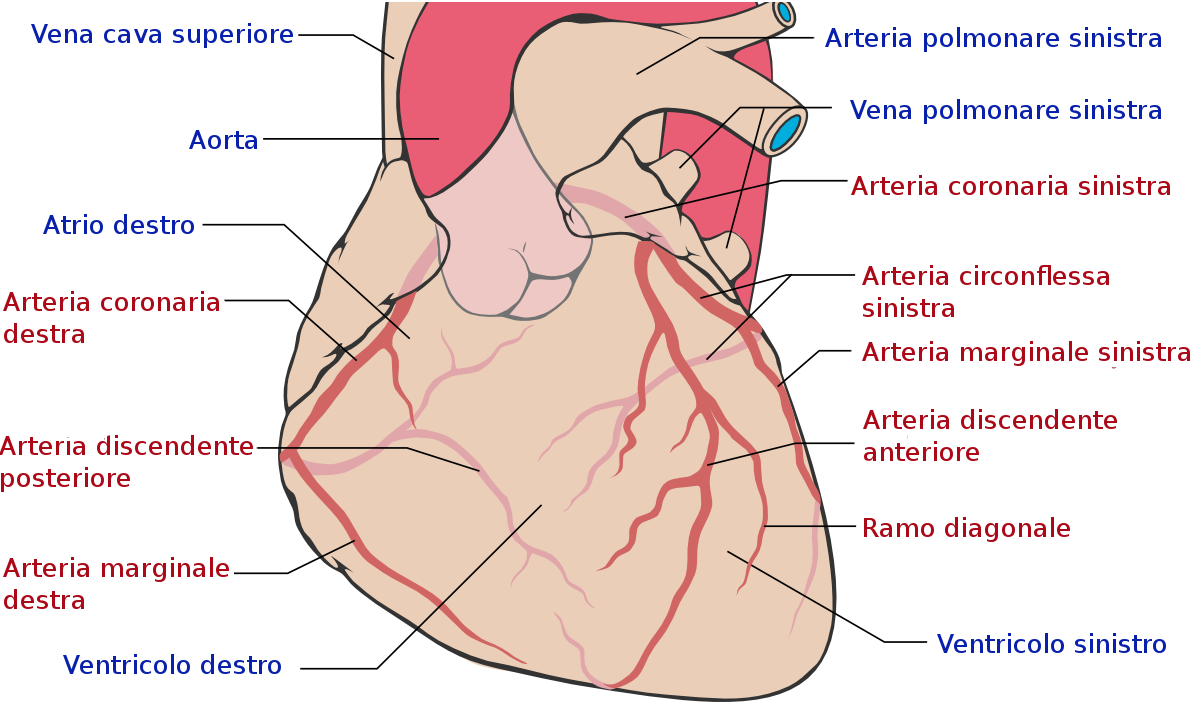
Nell'immagine si notano i grossi vasi collegati al cuore e i vasi coronarici che lo perfondono

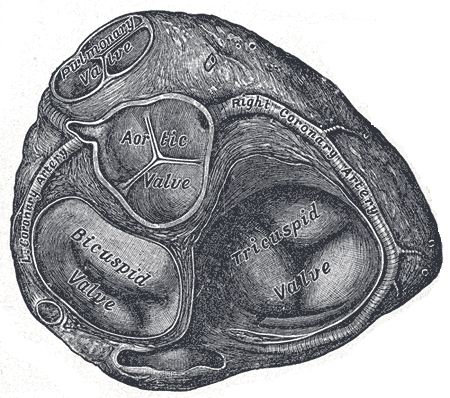
Origine delle arterie coronarie a livello dei seni coronarici della valvola aortica: in alto a destra l'origine dell'arteria coronaria destra, dal lato opposto l'origine dell'arteria coronaria sinistra o interventricolare anteriore

Sulla superficie del cuore si possono osservare le arterie coronarie di destra e di sinistra che originano dall'aorta ascendente; le coronarie si diramano irrorando tutto il cuore fino all'apice.
La coronaria sinistra è l'arteria principale del cuore e comprende l'arteria discendente anteriore (anche nota come interventricolare anteriore), l'arteria circonflessa e la più piccola, incostante, arteria intermedia; la coronaria destra dà origine a monte all'arteria del nodo del seno e alle arteriole atriali, e a valle al ramo interventricolare posteriore, oltre ad alcuni vasi minori. Le arteriole che irrorano i ventricoli penetrano nel miocardio dove terminano formando dei piccoli ciuffi. I canali collaterali permettono la comunicazione fra le arterie principali e i loro rami, oppure fra le due coronarie attraverso i vasa vasorum; qualora si determinasse, attraverso una stenosi dei grossi rami epicardici, un gradiente pressorio il canale collaterale si può dilatare nel tempo e fornire un flusso ematico oltre l'ostruzione.
Potremmo così riassumere: la coronaria sinistra irrora i due terzi del cuore infatti raggiunge quasi tutto il ventricolo sinistro, la parte anteriore del setto interventricolare e una piccola parte del ventricolo destro; la coronaria destra irrora la maggior parte del ventricolo destro, la parte posteriore del setto e buona parte della parete posteriore del ventricolo sinistro. I muscoli papillari sono raggiunti da entrambe le arterie, mentre il sistema di conduzione del cuore è prevalentemente, se non integralmente, irrorato dalla coronaria destra.
La coronaria destra e i due rami della coronaria sinistra (discendente anteriore e circonflessa) sono considerati i tre vasi principali per l'irrorazione del cuore, e, se colpiti dall'arteriosclerosi, hanno un ruolo fondamentale nella patogenesi della cardiopatia ischemica.
I vasi che riportano il sangue al cuore sono le vene cardiache: esse decorrono parallelamente ai rami delle arterie coronarie e confluiscono in un tronco venoso presente sulla faccia diaframmatica del cuore nel solco coronarico, il seno coronario, per poi sfociare nell'atrio destro.

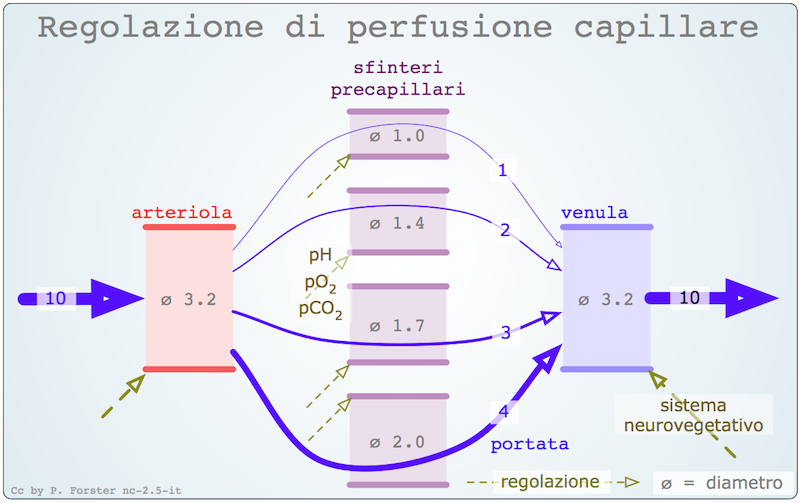
Regolazione della perfusione capillare

I vasi linfatici del cuore sono molto numerosi: si distinguono in una rete sottoendocardica e una miocardica, entrambe le reti raggiungono una terza rete, l'epicardica, dalla quale si formano dei grossi vasi collettori che raggiungono e sboccano nelle linfoghiandole tracheobronchiali e della biforcazione della trachea.
Le coronarie e i vasi venosi decorrono sulla superficie esterna del miocardio, immersi in un'atmosfera di adipe che evita ai vasi di essere costretti durante la contrazione miocardica, cosa che permette che il flusso sanguigno sia costante in sistole come in diastole. Questo rende agevole l'irrorazione arteriosa soprattutto durante la sistole, ovvero il momento in cui risulta massima la richiesta di energia e ossigeno.

### Innervazione
Il cuore è innervato da un cospicuo numero di fibre nervose autonome che nell'insieme prendono il nome di plesso cardiaco. Nel plesso cardiaco si possono distinguere nervi che giacciono su due piani principali differenti, il primo è compreso tra l'arco aortico e la superficie anteriore dell'arteria polmonare destra, questa è la parte ventrale o superficiale del plesso, mentre il secondo è compreso tra la superficie posteriore dell'arco aortico e la superficie anteriore della trachea e dei bronchi principali destro e sinistro e viene chiamata parte dorsale o profonda.
Oltre a queste due porzioni del plesso cardiaco si distinguono anche un plesso coronario destro che è formato da nervi del plesso cardiaco profondo che proseguono in vicinanza dell'arteria coronaria destra e che innervano il cuore destro e dal plesso coronario sinistro, più esteso del destro, formato dal prolungamento dei nervi della parte sinistra del plesso cardiaco profondo, i quali seguono l'arteria coronaria sinistra innervando principalmente il cuore sinistro. Non mancano tuttavia collegamenti tra i due plessi coronari.
Infine si possono distinguere anche due plessi atriali, uno sinistro e uno destro, formati dai prolungamenti dei nervi del plesso cardiaco rispettivamente verso sinistra per l'atrio sinistro e verso destra per l'atrio destro; i nervi di questo plesso possiedono collegamenti con i plessi coronarici. Il plesso aortico che avvolge in una rete di sottili nervi l'aorta è talvolta considerato (almeno per quanto riguarda la porzione attorno all'aorta ascendente e all'arco aortico) come una porzione del plesso cardiaco.

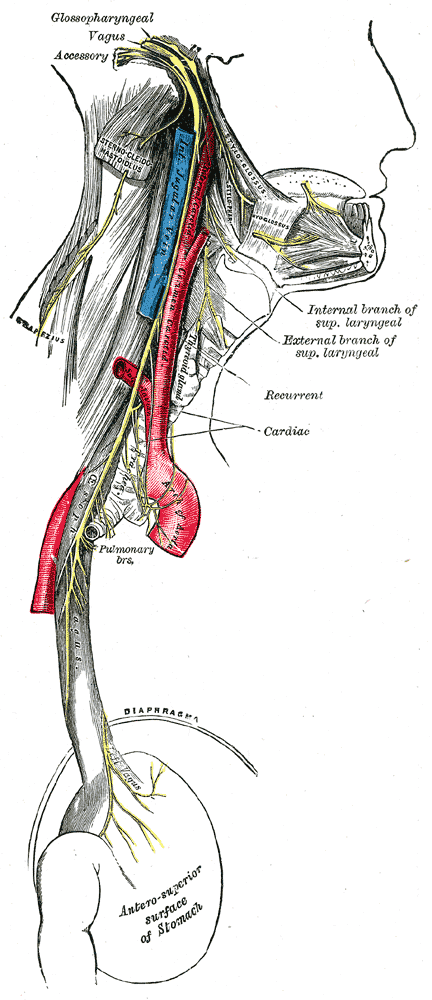
Distribuzione del nervo vago

L'innervazione cardiaca è a carico del nervo vago (X nervo cranico) e dell'ortosimpatico. Il sistema nervoso simpatico e il parasimpatico hanno sul cuore, come sulla maggior parte degli organi un'azione antagonista. L'eccitazione del cuore è intrinseca, a carico del nodo senoatriale, che riceve innervazione sia dal sistema parasimpatico sia dal simpatico. Il miocardio è innervato solo dal sistema adrenergico, quindi non vi è innervazione vagale nel muscolo cardiaco, solo il nodo senoatriale è innervato dal nervo vago; il sistema simpatico innerva invece sia il tessuto di conduzione sia il muscolo.
Il nervo vago rappresenta il principale nervo deputato all'innervazione parasimpatica e sensitiva del cuore, i suoi rami di destra e di sinistra discendono lateralmente alla cartilagine tiroidea e alla cartilagine cricoidea della laringe e a livello della prima emettono dei rami che si congiungono con altri provenienti dal ganglio cervicale superiore formando i nervi cardiaci cervicali superiori, caratterizzati da un contenuto di fibre simpatiche postgangliari, parasimpatiche pregangliari e sensitive.
Tali proseguono la loro discesa lateralmente alla tiroide e a questo livello emettono un ramo che si congiunge a fibre provenienti dal ganglio stellato o da altri gangli toracici del tronco del simpatico, formando il nervo cardiaco cervicale inferiore, che passa posteriormente al tronco arterioso brachiocefalico come fa la sua controparte superiore.

Arteria anonima o tronco brachiocefalico

A questo punto il ramo destro si porta anteriormente all'arteria anonima, incrociandola nel punto in cui essa si biforca nell'arteria carotide comune destra e nell'arteria succlavia destra, il sinistro invece si porta anteriormente all'arteria succlavia sinistra, poi scendono inferiormente, lateralmente all'arco aortico (il ramo sinistro antero-lateralmente) ed emettono numerosi rami mediali diretti al plesso cardiaco profondo, questi rami sono chiamati rami cardiaci toracici del vago. Alcuni rami si anastomizzano con il nervo laringeo ricorrente, altri con fibre nervose provenienti dai gangli toracici del tronco del simpatico. Questi rami nel loro complesso formano la gran parte sia del plesso cardiaco profondo sia di quello superficiale, alcuni infatti si portano posteriormente all'arco aortico e anteriormente alla trachea, altri anteriormente all'arco aortico e posteriormente al tronco polmonare. Il ramo destro del nervo vago si porta anteriormente al bronco principale destro e posteriormente all'arteria polmonare destra, poi dietro all'esofago, costituendo il nervo vago posteriore, mentre il ramo sinistro scende seguendo l'aorta toracica discendente (emettendo il nervo laringeo ricorrente di sinistra) e si porta anteriormente all'esofago, costituendo il nervo vago anteriore.

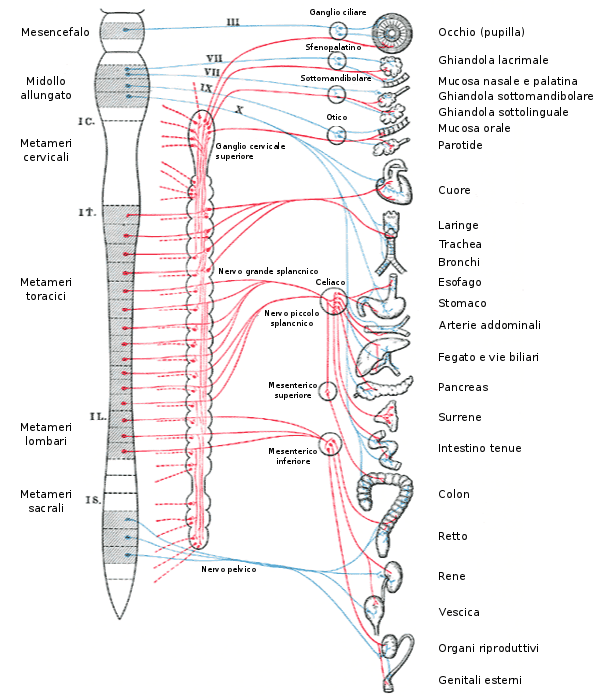
Sistema nervoso autonomo: visione del sistema nervoso simpatico e del sistema nervoso parasimpatico

L'innervazione simpatica del cuore è fornita dalle fibre simpatiche postgangliari provenienti dal tronco del simpatico, in particolare dal ganglio cervicale superiore e medio, dal ganglio stellato e dai gangli toracici sino al quarto. Talvolta è presente un ulteriore ganglio accessorio, il ganglio vertebrale.
Il tronco del simpatico decorre inferiormente e posteriormente all'arteria anonima a destra e all'arteria succlavia a sinistra. A intervalli abbastanza regolari nel suo decorso presenta dei gangli di dimensioni e forma differenti: i più voluminosi sono il ganglio cervicale superiore e il ganglio cervico-toracico (o stellato); il primo fornisce almeno un ramo che si unisce al nervo vago per costituire i nervi cardiaci cervicali superiori. Il ganglio cervicale medio dà origine ai nervi cardiaci cervicali medi del simpatico che contribuiscono a formare il plesso cardiaco profondo.
Il ganglio stellato dà origine a fibre che costituiscono i nervi cardiaci cervicali inferiori del simpatico. I gangli del tronco del simpatico dal secondo al quarto emettono medialmente fibre che costituiscono i nervi cardiaci toracici del tronco del simpatico e che contribuiscono a formare sia la parte superficiale sia quella profonda del plesso cardiaco.
Le ramificazioni pregangliari parasimpatiche del vago rallentano il battito cardiaco e hanno azione vasocostrittrice nei confronti delle arterie coronarie, mentre le fibre pregangliari simpatiche hanno un'azione vasodilatatrice sulle coronarie e accelerano il battito cardiaco.

## Fisiologia

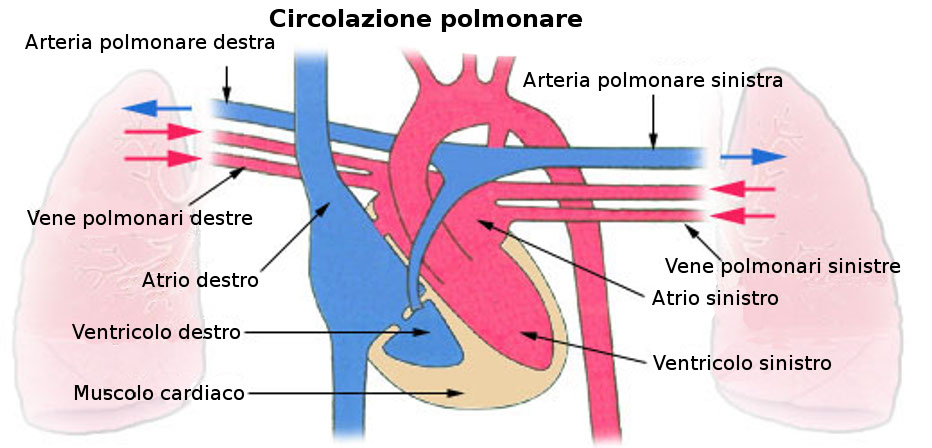
Circolazione polmonare

La circolazione sanguigna nell'essere umano e nei mammiferi è definita doppia e completa, vale a dire che le due metà del cuore funzionano autonomamente, ovvero come se vi fosse un doppio cuore e che il sangue venoso e quello arterioso non si mescolano mai. Il cuore funziona come una pompa aspirante e premente: richiama nelle sue cavità il sangue venoso, lo manda ai polmoni attraverso l'arteria polmonare: questo sistema è noto anche come piccola circolazione. Da lì le vene polmonari lo riportano nuovamente al cuore, che, attraverso l'aorta, arriva in tutte le reti capillari: tale sistema è anche noto come grande circolazione.

Flusso sanguigno attraverso le valvole

L'afflusso verso il cuore avviene attraverso il sistema venoso, quello dal cuore alla periferia attraverso il sistema arterioso. Gli atri ricevono le vene, nelle quali il sangue ha un percorso centripeto, ovvero dalla periferia del corpo verso il cuore. Dai ventricoli nascono le arterie, nelle quali il sangue ha un percorso centrifugo.
Normalmente le arterie trasportano sangue ossigenato (sangue arterioso) da distribuire ai tessuti, mentre le vene trasportano sangue non ossigenato (sangue venoso) proveniente dai tessuti che hanno fatto consumo di ossigeno. Come si può notare, fanno eccezione l'arteria polmonare, che conduce sangue venoso, quindi non ossigenato, al polmone e le vene polmonari, che trasportano verso il cuore sangue arterioso, quindi ossigenato, proveniente dai polmoni.
La circolazione coronarica è da considerarsi speciale: dalle arterie epicardiche origina un'estesa rete di arterie intramurarie, arteriole e capillari. Considerata l'elevata richiesta di ossigeno del miocardio, la rete capillare ammonta a circa il 15% della massa cardiaca totale e ciò facilita lo scambio di sostanze nutrienti ai miociti e da questi l'emissione dei prodotti di scarto, che vengono raccolti in una rete di venule intramurali e da queste trasportati in ampie vene epicardiche di capacitanza. La maggior parte del sangue venoso del ventricolo sinistro defluisce nel seno coronarico e da qui nell'atrio destro. Il resto del drenaggio avviene attraverso le vene del Tebesio e della vena cardiaca anteriore, che drenano nelle camere cardiache destre.

Schema di un elettrocardiogramma

Una frequenza cardiaca compresa tra 60 e 100 battiti per minuto (bpm) è considerata fisiologica; una frequenza inferiore ai 60 bpm viene chiamata bradicardia; una frequenza superiore ai 100 bpm è definita tachicardia. Non sempre le bradi- o tachicardie sono patologiche (ad esempio tachicardia fisiologica nell'attività fisica). Nel neonato la frequenza arriva a 120 bpm, nel feto è ancora superiore e decresce dalla nascita fino alla pubertà con l'accrescersi dell'organismo.
L'onda P corrisponde alla contrazione degli atri, il complesso QRS alla contrazione dei ventricoli.
Durante il sonno il cuore pompa 5 litri di sangue in un minuto, mentre durante un'attività fisica moderata la quantità è doppia. Per un'attività pesante o una vigorosa attività atletica si arriva a 20 litri al minuto. A riposo la pressione normale non deve superare il valore di 130/80 mmHg, anche se valori più bassi sono ugualmente considerati nella norma, sempre che siano ben tollerati dall'individuo. Solo in caso di patologie cardiovascolari, i valori di pressione vengono tenuti al disotto dei 130/80 mmHg.

Diagramma di Wiggers

La frazione di eiezione ovvero la quantità di sangue pompata a ogni battito è pari a circa il 50-70% del volume telediastolico (quantità di sangue presente nel cuore al termine della diastole). La quantità residua rappresenta una riserva funzionale che il cuore può pompare se le richieste periferiche aumentano.
Il ciclo cardiaco che porta il cuore dallo stato di contrazione allo stato di riposo e quindi nuovamente a quello di contrazione è detto «rivoluzione cardiaca». Il ciclo cardiaco comprende le due fasi essenziali nelle quali si svolge l'attività del cuore: diastole e sistole.

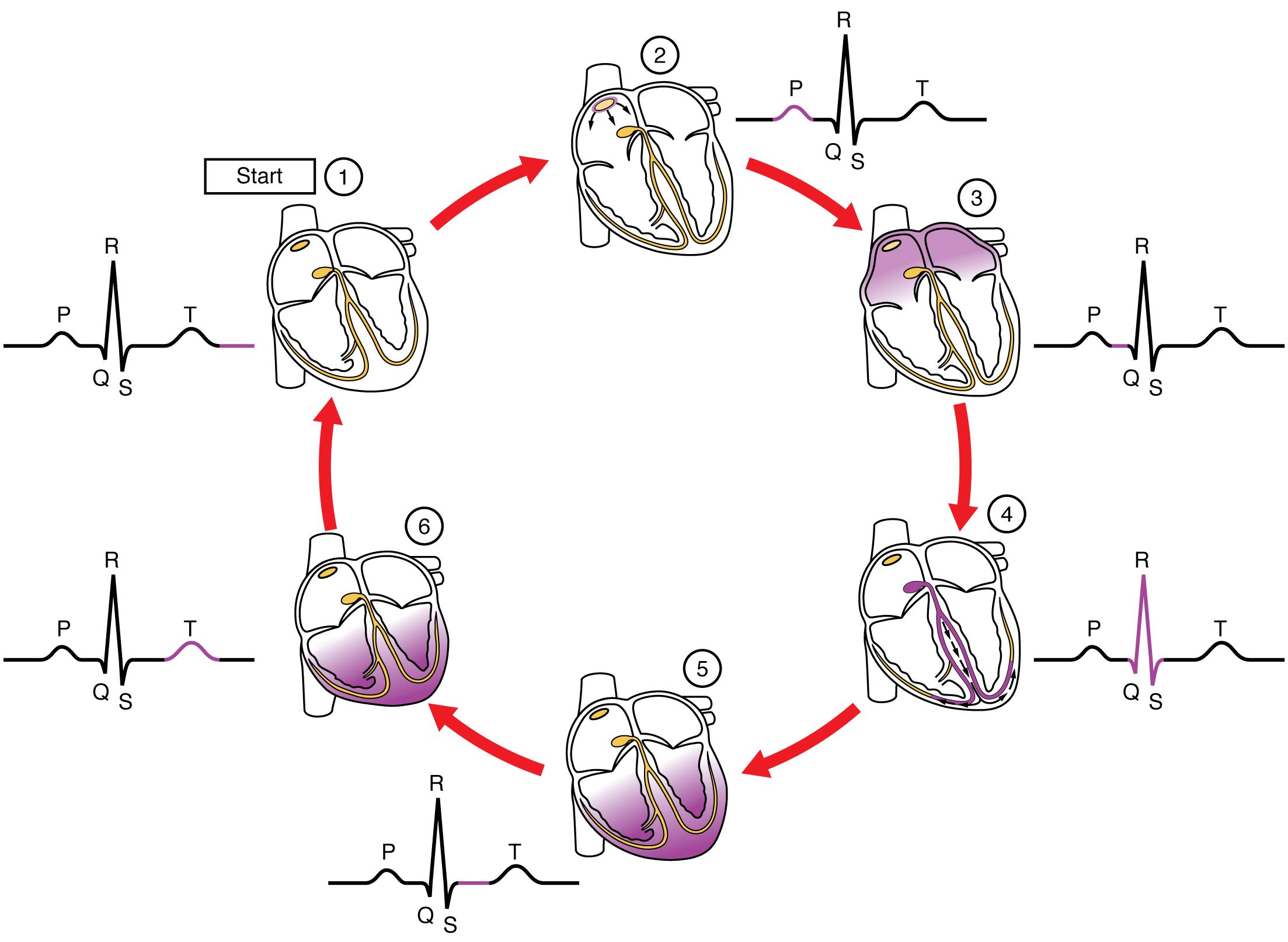
L'onda P (2), il intervallo PR (3), il complesso QRS (4), intervallo QT (5), l'onda T (6) e il ritorno all'isoelettrica (1) della traccia ECG sono correlati agli eventi elettrici e meccanici della contrazione cardiaca. Ogni segmento corrisponde a un evento del ciclo cardiaco. I singoli componenti del tracciato elettrocardiografico sono evidenziati e corrispondono agli eventi elettrici, dimostrando la relazione fra questi e la contrazione del muscolo cardiaco.

Durante la diastole tutto il cuore è rilassato, permettendo al sangue di fluire nelle quattro cavità. Il sangue confluisce dalle vene cave nell'atrio destro e dalle vene polmonari nell'atrio sinistro. Le valvole cardiache sono contemporaneamente aperte e consentono il passaggio del sangue dagli atri ai ventricoli. La diastole dura circa 0,4 secondi, abbastanza da permettere ai ventricoli di riempirsi quasi completamente.
La sistole comincia con una contrazione degli atri, della durata di circa 0,1 secondi, che determina il riempimento completo dei ventricoli. Quindi si contraggono i ventricoli per circa 0,3 secondi. La loro contrazione chiude le valvole atrioventricolari e apre le valvole semilunari; il sangue povero di ossigeno viene spinto verso i polmoni, mentre quello ricco di ossigeno si dirige verso tutto il corpo attraverso l'aorta.
Queste fasi cardiache sono ascoltabili e traducibili attraverso due suoni distinti, detti toni cardiaci. Quando i ventricoli si contraggono abbiamo il primo tono, che è generato dalla vibrazione delle valvole atrio-ventricolari che si chiudono. Al primo tono segue una pausa durante la quale i ventricoli spingono il sangue nelle arterie. Successivo è il secondo tono, determinato dalla vibrazione delle valvole semilunari che si chiudono. Al secondo tono segue una pausa più lunga, con il riempimento dei ventricoli.

### Il sistema di eccitazione del miocardio
Per quanto riguarda il sistema di eccitazione e di conduzione del potenziale d'azione si distinguono due tipi di sviluppo del potenziale elettrico: uno riguarda le fibre atriali e ventricolari, un altro riguarda le cellule del nodo seno-atriale (o cellule del pacemaker, in italiano segnapassi). Le fibre atriali e ventricolari devono comportarsi in maniera simile alle fibre muscolari, ma dovranno anche assicurare un alto rendimento della pompa cardiaca. Il nodo seno-atriale si comporta in maniera diversa da qualsiasi altra fibra, poiché deve assicurare principalmente la generazione del potenziale d'azione.

#### Cellule pacemaker
Nelle cellule pacemaker nasce il battito cardiaco vero e proprio. Per questo motivo il comportamento di dette cellule differisce in maniera consistente rispetto a quella di ogni altra cellula e conseguentemente il comportamento elettrico assume delle modalità particolari: esse non possiedono un vero e proprio potenziale di riposo.
Tra un potenziale d'azione e un altro si registra una progressiva depolarizzazione della cellula partendo da un valore di circa -65 mV, la depolarizzazione prosegue verso lo zero, come se dovesse raggiungere un potenziale di riposo, ma prima che si possa stabilizzare raggiunge il potenziale soglia (-50 mV), dopo il quale parte il picco del potenziale d'azione.

#### Propagazione dell'impulso elettrico

Propagazione dell'impulso elettrico

La particolarità del miocardio specifico consiste nella possibilità di generare autonomamente gli impulsi elettrici: in pratica l'elettrogenesi principale si trova nel nodo senoatriale (NSA), ma non è l'unica presente nel miocardio. Lo si è scoperto escludendo dalla conduzione il NSA: il cuore continua a battere, anche se a ritmi inferiori (40/60 impulsi al minuto, contro i normali 60/100) e il ritmo che si impone è detto «sostitutivo», perché ha origine al di fuori del NSA.
Questo meccanismo può essere spiegato come una sorta di autoprotezione da parte del cuore: esistono infatti patologie a causa delle quali viene rallentata o bloccata la conduzione del NSA e in questo caso il cuore può continuare a battere, poiché il NAV comincia a dettare il passo del ritmo con frequenze più basse, ma compatibili con la vita.
L'impulso generato nel NSA passa alle fibre atriali investendole in maniera simultanea; a questo punto, attraverso le fibre internodali, il segnale viene trasmesso al nodo atrioventricolare con un tempo di circa 0,02 secondi. In questo punto quando il segnale si trasferisce dagli atri ai ventricoli, si evidenzia un ritardo di trasmissione: questo ritardo è necessario affinché l'impulso cardiaco non possa propagarsi dagli atri ai ventricoli in maniera troppo veloce, infatti se ciò accadesse, sarebbe impossibile per i ventricoli un riempimento sufficiente e ciò condurrebbe a un ridotto rendimento della pompa cardiaca.

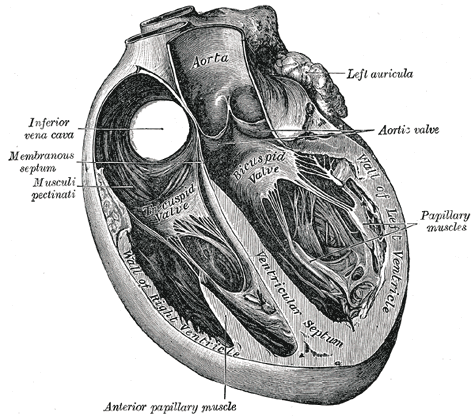
Sezione del cuore che mostra il setto interventricolare

Il nodo atrioventricolare (NAV) introduce un ritardo di circa 0,09 secondi prima che l'impulso invada il fascio di His. Subito dopo il passaggio attraverso il NAV si incontra un ulteriore ritardo di 0,04 secondi dovuto a una parte del fascio fibroso che separa atri e ventricoli: il ritardo complessivo dalla generazione dell'impulso all'arrivo dello stesso ai ventricoli è quindi di circa 0,16 secondi.
Immediatamente a valle vi sono le fibre del Purkinje, che dal NAV si portano ai ventricoli passando attraverso il setto ventricolare. Queste fibre sono a conduzione molto veloce, il che permette di avere una trasmissione dell'impulso ai ventricoli praticamente immediata e simultanea (circa 0,03 secondi). L'alta velocità diminuisce una volta che si è arrivati nelle parti terminali delle fibre del Purkinje, per cui le ultime cellule miocardiche saranno raggiunte con un ritardo di circa 0,03 secondi; conseguentemente il tempo calcolato per far contrarre i ventricoli è di circa 0,06 secondi.

#### Fibre muscolari atriali e ventricolari

Potenziale d'azione (risposta rapida): fase 1= flusso in entrata di Na^{+}, fase 2= flusso in entrata di Ca^{++}, fase 3= flusso in uscita di K^{+}, fase 4= flusso in uscita di Na^{+}, fase 4→0= flusso in entrata di K^{+}

Il potenziale di membrana a riposo è di circa -90 mV, potenziale dovuto alle differenti concentrazioni degli ioni fra interno ed esterno dalla cellula.
L'ampiezza del potenziale d'azione è di circa 105 mV, il che porta ad avere un picco (spike) del potenziale di circa 20 mV. Questo è maggiore che nella maggior parte delle cellule muscolari perché deve essere in grado di far rendere al massimo la pompa cardiaca.
Un miocita che sia stato depolarizzato non sarà più disponibile per un nuovo potenziale d'azione fino a che esso non si sia ripolarizzato parzialmente. L'intervallo fra il potenziale d'azione e il momento in cui il miocita è disponibile per un nuovo potenziale è definito periodo refrattario assoluto. La completa eccitabilità non viene ristabilita fino a quando non si ha completa ripolarizzazione del miocita: l'intervallo è chiamato periodo refrattario relativo. Questo periodo è indispensabile per il corretto funzionamento del cuore in quanto il ventricolo può riempirsi completamente di sangue prima di eseguire un'altra contrazione; inoltre permette di avere una netta distinzione tra fase pulsoria (sistole) e fase di riposo (diastole), in maniera tale da permettere l'apporto di sangue attraverso le coronarie, che può avvenire solo in fase diastolica.

## Anatomia patologica
Come per qualsiasi altro organo anche il cuore può essere interessato da patologie che fondamentalmente si distinguono in acquisite e congenite.

### Alterazioni acquisite

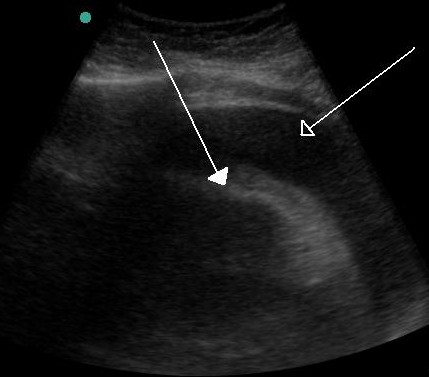
Un importante versamento pericardico di origine emorragica dovuta a tumore, visto in ecografia, che causa un tamponamento cardiaco. La freccia piena indica il cuore, quella aperta il versamento.

Il quadro è piuttosto complesso e ampio, di seguito si riporteranno le più comuni:
1. alterazioni del pericardio: pericardite, pericardite adesiva, versamento pericardico e tamponamento cardiaco;
2. alterazione delle arterie coronarie: cardiopatia ischemica con le manifestazioni che vanno dall'angina stabile, all'angina instabile, all'infarto acuto del miocardio;
3. alterazioni del miocardio come le cardiomiopatie e le miocarditi;
4. malattie dell'endocardio di diversa origine, la più comune l'endocardite infettiva;
5. lesioni delle valvole cardiache: stenosi valvolare o insufficienza valvolare secondarie a patologie reumatiche come la cardiopatia reumatica o traumatiche (trauma toracico);
6. disturbi della parte elettrica: dalle aritmie ai blocchi atrio ventricolari.

### Alterazioni congenite
Raramente vi sono casi nei quali il cuore manca del tutto (agenesia) o è presente in forma rudimentale, poiché sono incompatibili con la vita e generalmente si arriva a una morte intrauterina.
In altri casi, più frequenti, non vi è stato lo sviluppo corretto di una parte del cuore con la conseguenza di presenza di comunicazioni (shunt) inter-atriali o inter-ventricolari: difetto interatriale (o forame ovale pervio) e difetto interventricolare. Le cause possono essere molteplici, in particolare genetiche o insulti tossici e infettivi durante la vita fetale.

Tetralogia di Fallot: stenosi polmonare, aorta a cavaliere, pervietà del setto ventricolare, ipertrofia ventricolare destra

Le più notevoli alterazioni congenite sono:
- destrocardia;
- tetralogia di Fallot;
- atresia della tricuspide;
- sindrome del cuore sinistro ipoplasico;
- anomalia di Ebstein;
- pervietà del dotto arterioso di Botallo;
- coartazione dell'aorta semplice e localizzata;
- anelli vascolari;
- trasposizione dei grossi vasi;
- origine anomala della arteria coronaria sinistra dall'arteria polmonare;
- stenosi aortica, mitralica, polmonare, tricuspidalica congenite;
- insufficienza aortica, mitralica, polmonare, tricuspidalica congenite.

## Diagnostica clinica

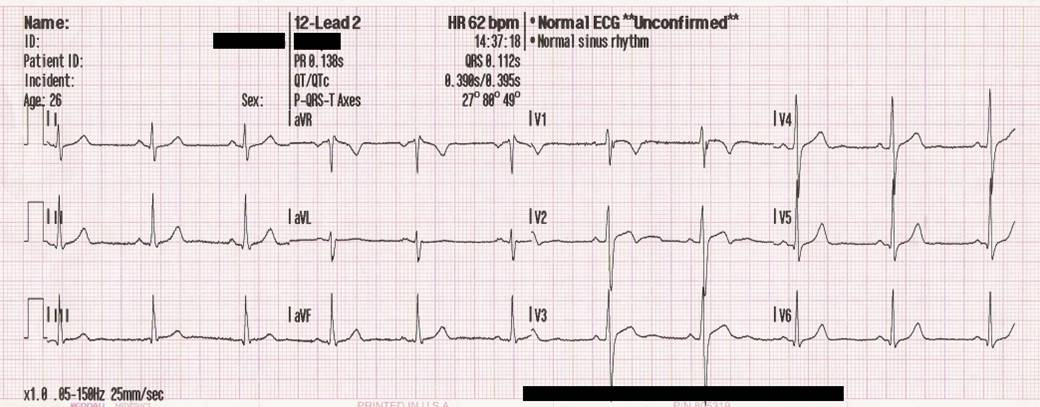
Elettrocardiogramma con le 12 derivazioni

L'esame diagnostico più immediato per il cuore è l'auscultazione del torace che permette al medico di sentire i toni cardiaci e la presenza di eventuali soffi. L'esame strumentale più comune è l'elettrocardiogramma che, mediante l'applicazione di elettrodi sul torace del paziente, permette di visualizzare l'attività elettrica del cuore su diverse derivazioni. Talora si ricorre al test da sforzo per misurare la capacità del cuore di rispondere a segnali di stress insieme all'ecocardiografia da sforzo e all'elettrocardiogramma secondo Holter che consiste nel monitoraggio continuo del tracciato elettrocardiografico, grazie all'utilizzo di uno strumento portatile.

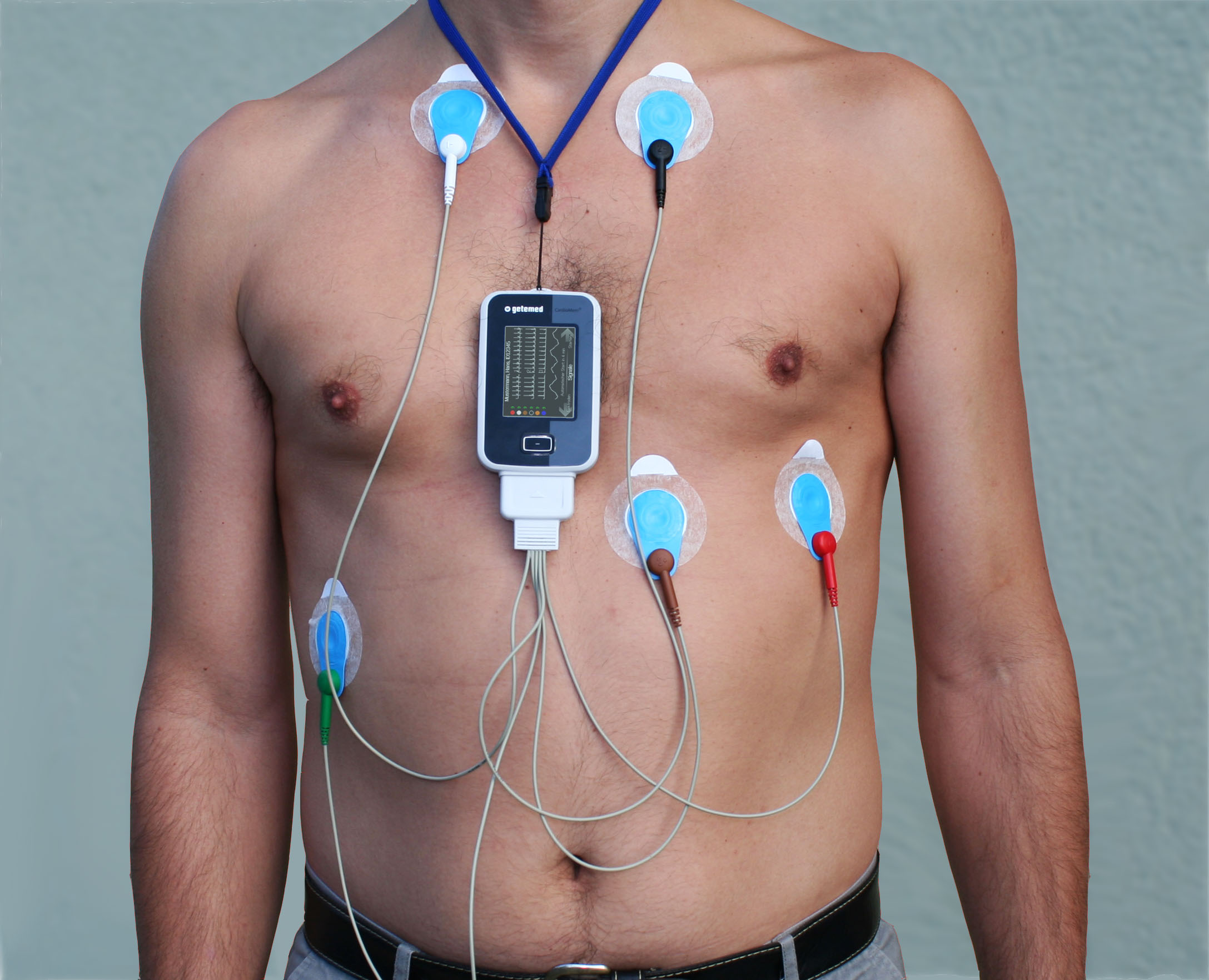
Holter ECG: disposizione degli elettrodi collegati all'unità esterna di registrazione

Un altro esame di facile attuazione è la misurazione della pressione arteriosa. I valori misurati, negli adulti, dovrebbero assestarsi sui 130-135 mmHg per la pressione sistolica e sugli 80-85 mmHg per la pressione diastolica. possiamo registrare la pressione per un periodo di 24-48 ore con un sistema simile al monitoraggio elettrocardiografico.
Per quanto riguarda le tecniche di imaging biomedico, una radiografia al torace fornisce molte informazioni sulla morfologia cardiaca e dei grandi vasi. Approssimativamente fra il 1998 e il 2006 si sono però sviluppati esami radiologici sempre più avanzati come la tomografia computerizzata cardiaca che fornisce dettagli anatomici a grande risoluzione, al costo di una esposizione non indifferente alle radiazioni ionizzanti e all'utilizzo di mezzo di contrasto.

Ecocardiogramma tridimensionale a destra, eco bidimensionale a sinistra: sono visibili i movimenti di apertura e chiusura dei lembi della valvola mitrale e della valvola tricuspide rispettivamente a destra e a sinistra in entrambi i fotogrammi

Ormai è comune l'utilizzo dell'imaging a risonanza magnetica per lo studio del cuore anche in tempo reale. In ambito di medicina nucleare, la scintigrafia miocardica viene utilizzata per cercare possibili anomalie nella perfusione del miocardio sotto stress, previa somministrazione di un radiofarmaco.
Una tecnica di diagnostica per immagini frequentemente utilizzata in cardiologia, sia per la sua non invasività sia per il suo potenziale diagnostico è l'ecografia cardiaca. Grazie all'utilizzo di ultrasuoni è possibile rilevare la presenza di alterazioni anatomiche e funzionali delle valvole cardiache e lo spessore e lo stato del muscolo cardiaco, si possono individuare infiammazioni del pericardio e l'eventuale presenza di liquido in eccesso (rischio di tamponamento cardiaco). L'ecografia permette di calcolare la frazione di eiezione e sempre con l'utilizzo di ultrasuoni è possibile ottenere immagini dinamiche tramite tecniche di ecocolor Doppler.
La disciplina della cardiologia interventistica permette di eseguire indagini cardiache invasive; tra di esse troviamo la coronarografia (studio delle coronarie), l'angiografia dei grossi vasi, la misurazione delle pressioni cavitarie (tramite catetere di Swan-Ganz) e gli studi di elettrofisiologia. Questi esami si eseguono introducendo per via percutanea, in anestesia locale, dei cateteri nelle cavità cardiache.

## Terapie

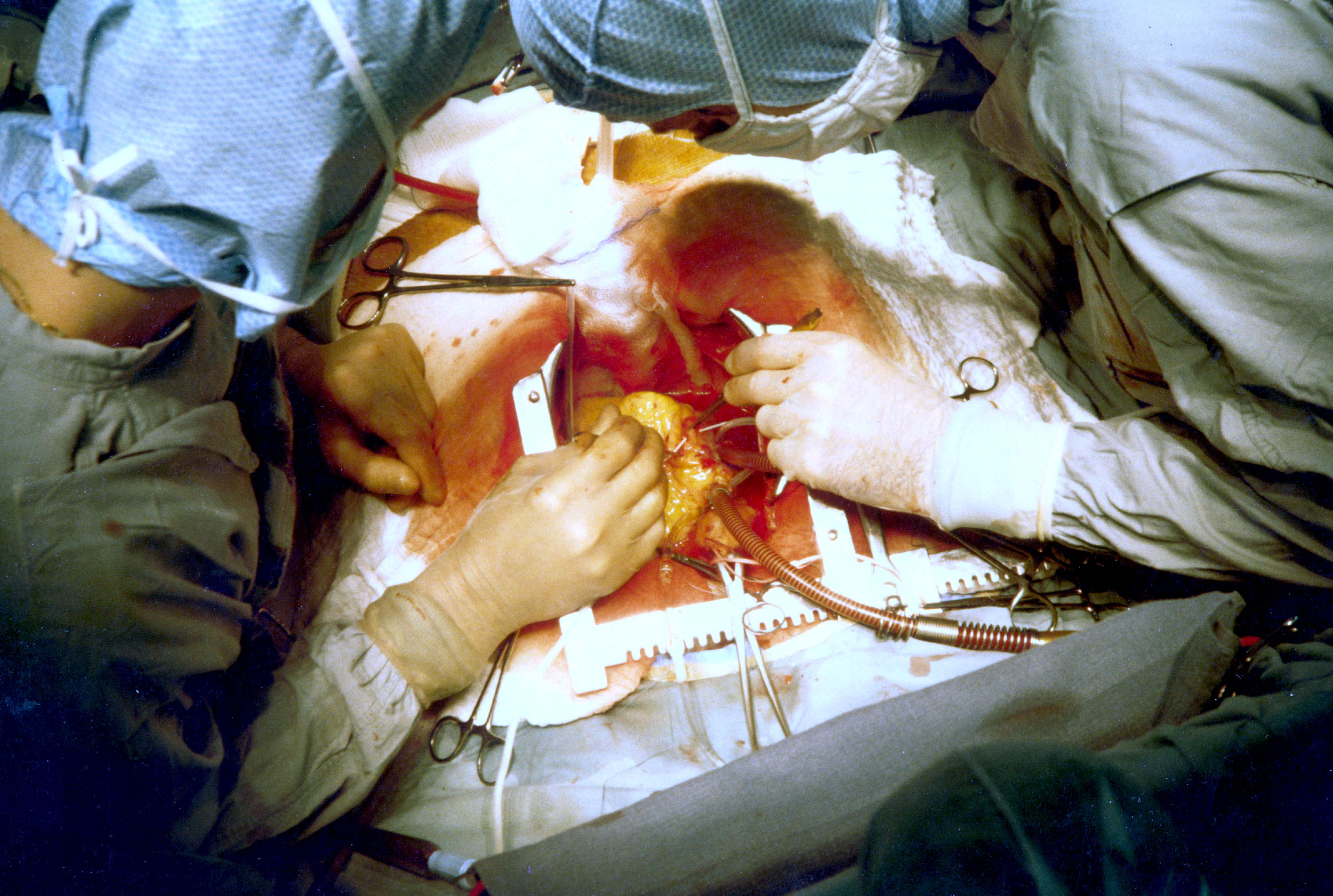
Un intervento chirurgico al cuore

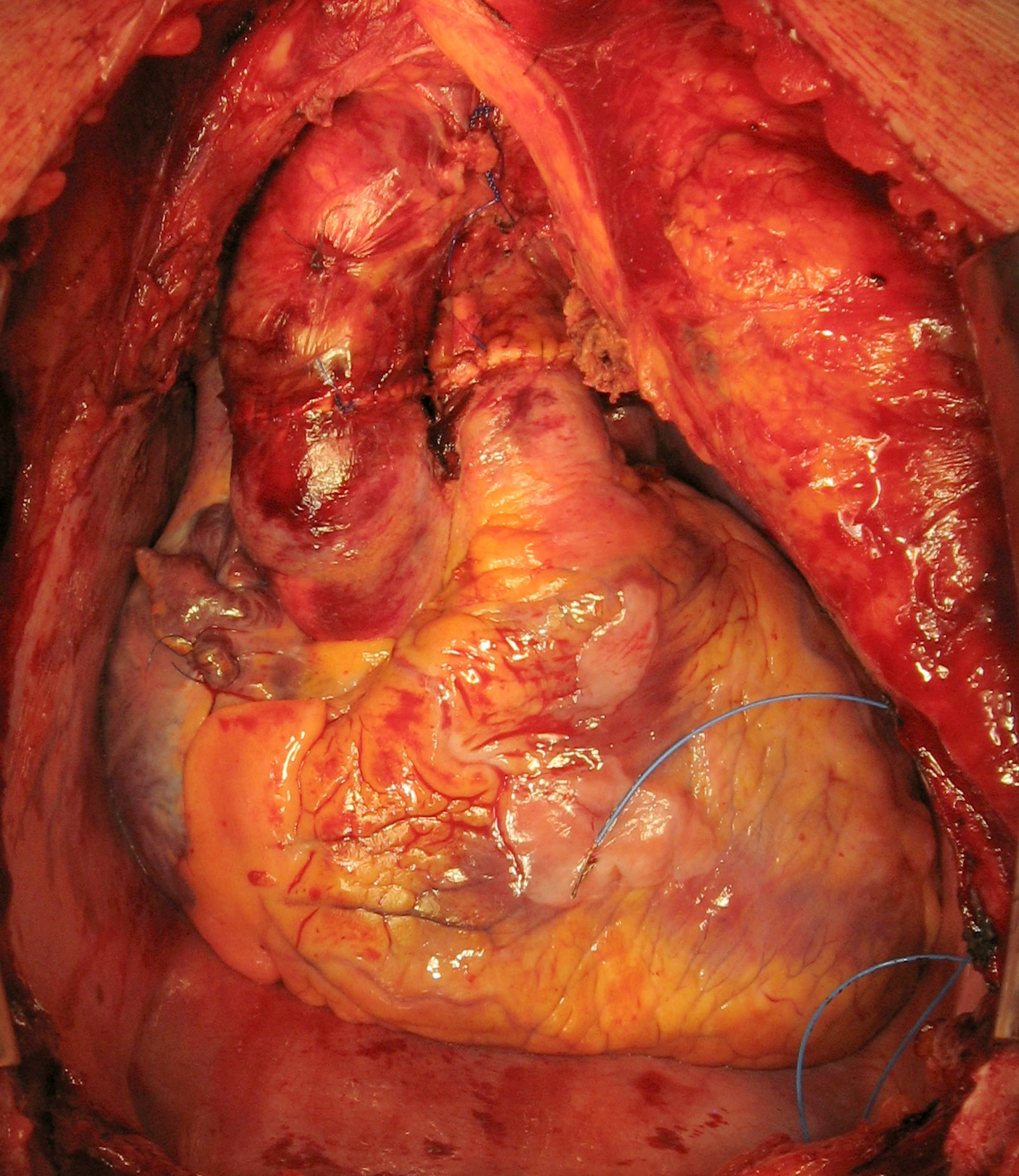
Visione di cuore trapiantato nel torace del ricevente: si possono individuare le suture chirurgiche sui due rami arteriosi, in alto a destra il tronco comune dell'arteria polmonare e immediatamente a sinistra l'aorta ascendente

Le categorie di farmaci più utilizzati in cardiologia sono i beta bloccanti, gli antiaritmici, gli anticoagulanti, gli antipertensivi, le statine, i diuretici e altre categorie di farmaci come i calcio antagonisti.
Non sempre le patologie possono beneficiare della sola terapia medica e per tale motivo la terapia chirurgica si affianca. La nascita della chirurgia cardiaca risale al 1945, con l'intervento di Alfred Blalock sul cuore di un bambino affetto da tetralogia di Fallot. Nel 1967 si giunse al primo trapianto di cuore, effettuato a Città del Capo da Christiaan Barnard e via via le tecniche si affinarono tanto da considerare, tra gli interventi più comuni il bypass coronarico e quelli di sostituzione valvolare.
La cardiologia interventistica ha permesso inoltre di realizzare complesse procedure a bassa invasività per il paziente; esse si realizzano introducendo dei cateteri nel cuore o nelle coronarie, come succede per l'angioplastica coronarica e la TAVI (Transcatheter Aortic Valve Implantation), che è la sostituzione valvolare aortica per via percutanea.